# Lancia (azienda)
Lancia è una società controllata da Stellantis. Tra le più antiche case automobilistiche italiane, fu fondata il 27 novembre 1906 a Torino da Vincenzo Lancia e si specializzò da subito nella fabbricazione di veicoli di lusso. Esistette come società autonoma per azioni fino al 1958, anno in cui fu acquistata da Carlo Pesenti, proprietario di Italcementi, il quale, nel 1969, per respingere un tentativo di scalata del suo gruppo industriale da parte di Michele Sindona cedette l'azienda alla Fiat. Nel 1986, dopo l'acquisizione dell'Alfa Romeo dall'ente pubblico IRI, accorpò i due marchi sussidiari nella controllata Alfa-Lancia Industriale, in seguito nuovamente scorporati e divenuti separatamente parte di Fiat Auto. Nel 2007 la Lancia divenne Lancia Automobiles, che dopo la formazione della nuova capogruppo Fiat Chrysler Automobiles è diventata una sussidiaria di FCA Italy, fino al definitivo processo di inglobamento del gruppo italo-statunitense in Stellantis.

## Storia

### La Lancia dalle origini alla prima guerra mondiale

#### Gli inizi

Vincenzo Lancia ritratto al volante di una Fiat 28-40 HP alla 2ª Targa Florio del 1907

L'atto costitutivo della Lancia reca la data del 27 novembre 1906: quel giorno, in Torino, il regio notaio Ernesto Torretta formalizza la costituzione di una società in nome collettivo da parte di Vincenzo Lancia e Claudio Fogolin: la denominazione dell'azienda fu Lancia & C. Il numero di repertorio dell'atto (su carta da Bollo da 1 Lira) era il 1904. Il capitale iniziale era di modesta entità (100.000 Lire) ed i due soci vi avevano partecipato con un 50% a testa.
Vincenzo Lancia era già molto noto nell'ambiente automobilistico (non solo italiano) in virtù delle prestigiose affermazioni sportive colte a partire dal 1900 al volante di vetture Fiat. Claudio Fogolin era invece, più semplicemente, un buon amico del Lancia: i due si erano conosciuti alla Fiat, dove entrambi prestavano la loro opera. Ritenendo - non a torto - di poter sfruttare il suo nome per ottenere un sicuro successo commerciale, Lancia aveva deciso da tempo di passare al ruolo di costruttore: tuttavia, prudentemente, non aveva affrettato i tempi, preferendo restare ancora qualche anno in seno alla Fiat per incrementare la sua popolarità e accumulare i capitali minimi necessari per avviare la sua impresa.
La neonata società prendeva in affitto una prima officina (un vecchio capannone occupato sino a qualche mese prima da un'altra fabbrica automobilistica torinese, la Itala), in via Ormea angolo via Donizetti. Lancia prese ad occuparsi della parte tecnico-produttiva, mentre Fogolin si interessò all'aspetto commerciale.

#### Il primo marchio

La serie di abbozzi per il primo marchio Lancia, creati dal conte Carlo Biscaretti di Ruffia: tra i cinque proposti, Vincenzo Lancia scelse l'ultimo a destra, quello racchiuso nel riquadro rosso

I due soci affidarono al conte Carlo Biscaretti di Ruffia - un appassionato dell'automobile della prima ora - l'incarico di studiare un marchio capace di far riconoscere il nome "Lancia" al primo colpo d'occhio. Il conte predispose cinque disegni, tra i quali venne scelto quello che - includendo nome, bandiera e volante - meglio avrebbe rappresentato l'azienda.

#### Il primo modello
Malgrado gli inevitabili ritardi determinati da un incendio che, nel febbraio 1907, aveva distrutto disegni e modelli di fonderia danneggiando il macchinario, il primo prodotto (o meglio prototipo) Lancia usciva nel settembre di quello stesso 1907. Pare che lo stabilimento di via Ormea avesse però la porta troppo stretta e che si sia dovuto procedere ad un frettoloso allargamento a colpi di piccone per consentire alla prima Lancia di poter effettivamente lasciare l'officina e lanciarsi finalmente lungo la strada aperta.

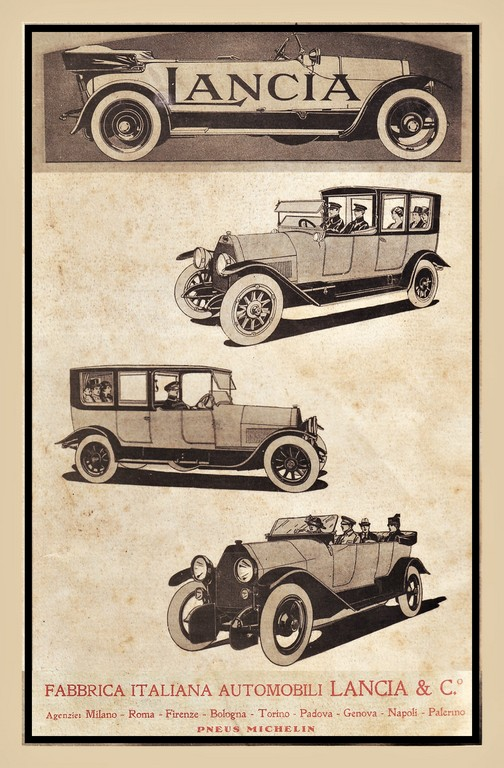
Immagine pubblicitaria di tre modelli della Fabbrica italiana automobili Lancia & C., ne Il Secolo illustrato, 1917, V, I

La produzione vera e propria iniziava comunque nel 1908, anno in cui questo primo autotelaio Lancia veniva esposto all'VIII Salone dell'automobile di Torino (18 gennaio-2 febbraio) con la denominazione di "12 HP": da notare che la denominazione d'officina era "Tipo 51" e che la vettura sarà ribattezzata "Alfa" quando, nel 1919, il fratello del costruttore, Giovanni (studioso di lingue classiche), suggerirà a Vincenzo di utilizzare le lettere dell'alfabeto greco per contraddistinguere i diversi modelli, a partire da quello iniziale.
Come del resto si poteva prevedere, la "12 HP" era un prodotto abbastanza fuori degli schemi: aveva un telaio piuttosto basso e leggero, munito di trasmissione a cardano (anziché le "solite" catene) e dotato di un motore a 4 cilindri biblocco di 2545 cm³ rotante ad un regime di circa 1800 giri al minuto (un valore decisamente elevato per l'epoca) capace di spingere la vettura sino a circa 90 chilometri all'ora.
La rivista inglese Autocar, dopo aver effettuato una sorta di “prova su strada” della 12 HP nell'autunno del 1907, definiva la vettura silenziosa, elastica, ben progettata e superbamente rifinita.

#### Produzione dal 1908 al 1914
Nell'estate del 1908 alla 12 HP si affiancava la 18/24 HP (tipo 53, successivamente ribattezzata Dialfa), una vettura ancora più ardita della sorella minore, azionata da un motore a 6 cilindri (tre blocchi da 2 cilindri) che le consentiva di raggiungere una velocità massima prossima alle 70 miglia orarie (110 chilometri orari). Malgrado qualche critica venuta soprattutto dagli ambienti tecnici, la 12 HP otteneva un bel successo, visto che se ne venderanno 108 esemplari (alcuni esportati in Inghilterra e negli Stati Uniti d'America). Come prevedibile, il successo della 18/24 HP è numericamente meno eclatante, giacché se ne produrranno appena 23 unità.

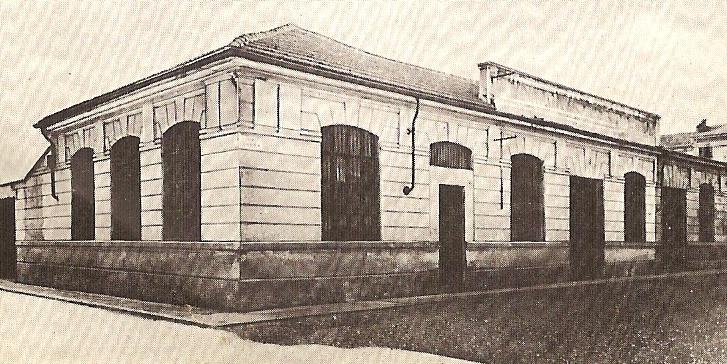
Il primo stabilimento Lancia (1906)

I locali in cui la Casa aveva iniziato l'attività risultavano subito insufficienti e già nel 1908 veniva preso in affitto un secondo edificio (sempre in corso Dante) da utilizzarsi per le messe a punto ed i collaudi: poco più di due anni dopo, nel gennaio 1911, la sede della Lancia veniva definitivamente trasferita in Via Monginevro (Borgo San Paolo) e l'area occupata dallo stabilimento risultava di quasi 27.000 metri quadrati. Interessante sottolineare il costante ampliamento dell'area occupata dagli stabilimenti, già in questi primi anni di attività: nel 1906, la superficie occupata era di 888 metri quadrati, diventati 976 l'anno successivo e 1.584 nel 1908. Nel 1909-1910 la superficie raddoppiava e arrivava a 3.300 m2: nel 1911, tra aree coperte e scoperte, la superficie complessiva pare fosse di circa 60.000 metri quadrati.
Ma intanto la produzione di vetture proseguiva, aggiornandosi anno dopo anno. Dal punto di vista tecnico, una svolta di una certa importanza si aveva nel 1909, quando usciva la 15/20 HP (Tipo 54, poi Beta), caratterizzata dall'adozione del motore monoblocco e da un (voluto) abbassamento del regime di rotazione (limitato a 1500 giri al minuto). Al Tipo 54 faceva seguito, nel 1910, la 20 HP (tipo 55, Gamma), che si differenziava dal modello precedente per un ulteriore incremento della cilindrata, che passava da 3119 a 3456 cm³ con il conseguente aumento della potenza (e delle prestazioni velocistiche).
Nel nuovo stabilimento di Via Monginevro vedevano la luce, già nel 1911, la 20/30 HP (tipo 56, Delta) affiancata, pare, da un tipo spinto (Didelta, probabilmente tipo 57) costruito in pochissimi esemplari e destinato all'impiego sportivo.
Sotto il profilo tecnico, la Delta offriva, oltre ad un incremento di potenza davvero sostanzioso, una interessante innovazione: l'alimentazione mediante pompa (anziché a caduta).

La Lancia Theta

Seguivano poi: una nuova 20/30 HP (tipo 58, Epsilon) prodotta nel 1911/1912, molto simile alla Delta, dalla quale differiva per poche modifiche di dettaglio e per le dimensioni del telaio e la 35/50 HP (tipo 60, Eta) prodotta nel triennio 1911/13 che si affiancava alla 20/30 HP e che era caratterizzata da un telaio corto e leggero e che portava con sé, come innovazione, la frizione "a secco" (anziché a bagno d'olio).
Malgrado la cilindrata più contenuta (2614 cm³) scarso successo incontrava invece la 12/15HP (tipo 59,Zeta) costruita nel triennio 1912/1914: da osservare che la vettura montava un curioso ed inedito sistema di trasmissione (un cambio a due rapporti accoppiato ad un doppio rapporto pignone-corona).
Ed eccoci al primo modello Lancia di vero, inconfutabile successo internazionale, la 25/35 HP (tipo 61, Theta) che veniva lanciata nel 1913 e che era destinata a sopravvivere alla prima guerra mondiale restando in produzione sino al 1918 (per un totale, non da poco per l'epoca, di 1696 unità). Questo apprezzatissimo modello, potente e veloce, passava poi alla storia quale prima autovettura commercializzata con impianto elettrico completo, incorporato e comprensivo di motorino d'avviamento.

#### Le Lancia nelle corse dal 1908 al 1913
Sin dai primi anni di vita, le vetture Lancia si distinguevano nelle competizioni di velocità anche se il patron - malgrado i trascorsi da corridore professionista - non riteneva opportuna una partecipazione diretta alle corse nel timore che l'impegno tecnico ed economico derivante dall'attività agonistica nuocesse alla qualità della produzione di serie.
Egli stesso conduceva raramente le sue creature: il 5 aprile 1908 si aggiudicava comunque il primo posto di classe sui 20 chilometri del tratto rettilineo Padova-Bovolenta con una media (nei 10 km del tratto di ritorno) di quasi 89 km all'ora, mentre due anni dopo, l'8 maggio 1910 a Modena, otteneva la miglior prestazione nella propria categoria (vetture con alesaggio da oltre 95 a 100mm) spiccando un ottimo tempo (49” 2/5 sul miglio lanciato, corrispondenti a 117,280 km di media oraria).
Nel 1908, suo primo anno di attività sportiva, la Lancia coglieva due significative affermazioni negli Stati Uniti per merito di William Hilliard che si piazzava al terzo posto assoluto a Long Island nella Meadowsbrook Sweepstakes del 10 ottobre e faceva sua, il 25 novembre, la International Light Car Race a Savannah (Georgia). Nel 1909, nella IV edizione della Targa Florio (il 2 maggio), Guido Airoldi chiudeva al 3º posto assoluto mentre una settimana dopo, in una gara sul miglio lanciato indetta a Modena, Gerolamo Radice era primo nella III categoria (12º assoluto) a 90,951 km/h di media; nella stessa occasione si distingueva anche un'altra Lancia, con Armando Bacchi, quarto di categoria e 13º assoluto.
Il 5 settembre 1909, nella famosa salita al Mont Véntoux in terra di Francia, Tangazzi si aggiudicava la propria classe (la III) impiegando 20'15” 2/5 per percorrere i 21600 metri di salita, ottenendo quindi la media di km/h 63,978: una prestazione eccezionale, che lo proiettava al quarto posto della classifica assoluta. Tra le affermazioni del 1909, da registrare quelle ottenute in Inghilterra dove il concessionario locale, F.L. Stewart, iscriveva alcune Lancia a diverse gare: una vettura, (probabilmente una 12 HP) vinceva una corsa in salita ad handicap nel Galles, poi, in maggio, all'autodromo di Brooklands, lo stesso Stewart era primo assoluto nella Regent's Cup.
Seguivano, in giugno, un secondo posto di Ward nella corsa in salita di Rivington Park ed una vittoria di Stewart nello Scottish AC Trial.
Nel 1910 oltre al già citato successo di Modena ottenuto da Vincenzo Lancia, si aveva la decisamente più importante affermazione di Billy Knipper nel Tiedmann Trophy (Savannah, 12 novembre).

La Lancia di Billy Knipper, vittoriosa nel Tiedmann Trophy (1910): si noti l'accenno di carenatura anteriore del cofano per favorire la penetrazione aerodinamica

Nel 1911 Mario Cortese otteneva una onorevolissima piazza d'onore nella impegnativa VI edizione della Targa Florio che si disputava, il 14 maggio, su 3 giri del circuito delle Madonie per una distanza totale di quasi 447 chilometri.
Ancora nel 1911, Tangazzi si piazzava al 3º posto di classe al Mont Ventoux mentre in ottobre R. Gore Browne otteneva il 2º posto in una gara a Brooklands (Easter Meeting).
Altra prestazione degna di rilievo era ottenuta dalla Lancia dell'equipaggio Agostino Garetto-Ernesto Guglielminetti nel massacrante 1º Giro di Sicilia del maggio 1912 (un migliaio di chilometri da percorrersi senza frazionamenti): i due si piazzavano al 2º posto assoluto, mentre una seconda Lancia (Norman Olsen-Travaglia) giungeva in 7ª posizione.
Anche la 2ª edizione del Giro di Sicilia del maggio 1913, che si disputava sullo stesso percorso dell'anno precedente (ma in due tappe) vedeva una Lancia in evidenza: era quella del focoso Pietro Bordino, il quale, dopo un avvio decisamente brillante (era terzo assoluto al termine della prima frazione) nel corso della seconda tappa usciva di strada ritrovandosi con la vettura malconcia ed il serbatoio forato; otturato il serbatoio alla meno peggio grazie ad un tappo di sughero avuto da contadini accorsi sul luogo dell'incidente, Bordino riusciva a proseguire ma, inevitabilmente, la sua posizione in classifica crollava paurosamente e finiva col piazzarsi all'ottavo posto.

L'autoblindata allestita dall'Ansaldo sul telaio Lancia tipo 1Z

La Corsa del chilometro lanciato organizzata a Vercelli nel luglio 1913 era l'ultima manifestazione anteguerra che vedeva in gara una Lancia: la vettura otteneva un buon piazzamento (secondo o terzo posto tra le vetture da “turismo”, il dato è incerto) ma misteriosa rimane l'identità del conduttore (talune fonti riportano addirittura il nome di Vincenzo Lancia).

#### Gli autocarri militari - il periodo bellico
A partire dal 1912 la Casa torinese costruiva (in 91 esemplari, sino al 1916) il suo primo autocarro militare l'1Z, subito utilizzato con piena soddisfazione dal Regio Esercito Italiano nella guerra in Libia. Allo scoppio della prima guerra mondiale, la Lancia veniva decretata Stabilimento ausiliare di guerra per cui tutte le energie della fabbrica dovevano essere indirizzate allo sforzo bellico della nazione: si accantonava il progetto di un motore ad 8 cilindri a V appena brevettato e si ridimensionava il programma produttivo della Tipo 61 (25/35 HP-Theta), che però continuava a venir costruita soprattutto per i servizi dei comandi militari. Dovendosi dedicare agli autocarri militari, la Lancia - già fornitrice all'esercito dell'1Z - non aveva difficoltà ad aggiungere due nuovi modelli e, nel 1915, all'1Z affiancava lo Jota e il Diota, con uguale motore a 4 cilindri di 4942 cm³, ma con telaio di passo diverso (3,35 m l'1Z, 3,60 m lo Jota, 3,00 m il Diota).

#### Statistiche produttive 1907-1918
Per anno
- 1907-1908: 131 (sole autovetture)
- 1909: 150 (sole autovetture)
- 1910: 258 (sole autovetture)
- 1911: 357 (sole autovetture)
- 1912: 405 (402 autovetture, 3 autocarri)
- 1913: 447 (390 autovetture, 57 autocarri)
- 1914: 462 (457 autovetture, 5 autocarri)
- 1915: 511 (393 autovetture, 118 autocarri)
- 1916: 686 (415 autovetture, 271 autocarri)
- 1917: 855 (392 autovetture, 463 autocarri)
- 1918: 894 (35 autovetture, 859 autocarri)

Totale periodo 1907-1918: 5156 unità (3380 autovetture e 1776 autocarri)
Autovetture (3380 in tutto)
- 12 HP (tipo 51)(Alfa): 108
- 18/24 HP (tipo 53)(Dialfa): 23
- 15/20 HP (tipo 54)(Beta): 150
- 20 HP (tipo 55)(Gamma): 258
- 20/30 HP (tipo 56 e forse 57)(Delta-Didelta): 303
- 20/30 HP (tipo 58)(Epsilon): 351
- 35/50 HP (tipo 60)(Eta): 491
- 25/35 HP (tipo 61)(Theta): 1696

Per la precisione, occorre rilevare che mancano all'appello una quarantina di unità, e precisamente: i pochissimi esemplari (probabilmente 5 o forse 6) di 12 HP da corsa e quelli (si dice 34 in tutto) della vettura modello 12 HP (tipo 59, Zeta): questi ultimi, tuttavia, sono probabilmente compresi nei 91 esemplari attribuiti all'autocarro 1Z.
Autocarri (1776 in tutto)
- 1Z: 91
- Jota: 1517
- Diota: 1

### La Lancia tra le due guerre

#### Dalla Kappa alla Lambda

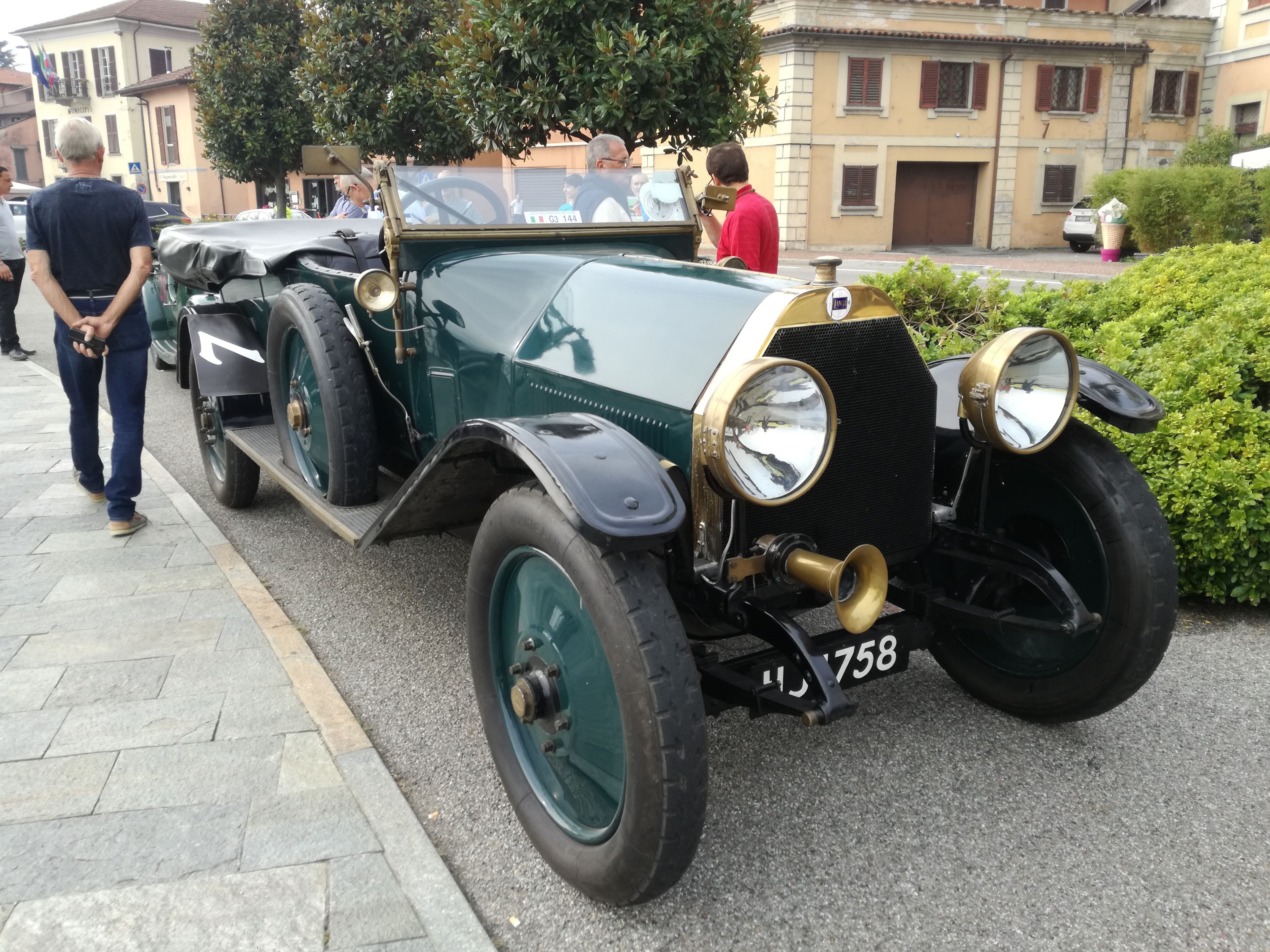
Una Lancia Kappa Torpedo

Negli anni del primo conflitto mondiale i veicoli Lancia destinati all'impiego militare ottenevano un notevole successo: gli autotelai Jota, Diota e 1Z vengono carrozzati (soprattutto dagli Stabilimenti Farina) come autocarri e per trasporto artiglierie; in collaborazione con l'Ansaldo venivano altresì realizzate alcune autoblinde armate.
Conseguentemente anche gli impianti industriali erano stati oggetto di potenziamento: nel 1919 l'area occupata dagli stabilimenti nel Borgo San Paolo raggiungeva circa 60.000 metri quadri.
Nell'agosto 1918, intanto, il socio di Vincenzo Lancia - Claudio Fogolin - si ritirava (pare a causa di un dramma familiare) consolidando peraltro un consistente capitale.
Vincenzo Lancia era preoccupato: consapevole che si rendeva necessaria la riconversione degli impianti (che dovevano evidentemente tornare a produrre automobili per usi civili) temeva di non poter garantire la piena occupazione agli operai, a meno di non intraprendere la produzione e la vendita di vetture in quantità significativamente maggiori rispetto all'anteguerra.
Il primo modello che andava in quella direzione era la nuova Kappa, lanciata nel 1919; si trattava di una 4 cilindri chiaramente derivata dalla sperimentata 25/35 HP Theta, quindi potente (70 HP) e veloce (125 km/h) ma anche caratterizzata da almeno tre innovazioni degne di menzione: il motore con testata separata (anziché fusa in blocco col corpo cilindri), il comando del cambio con leva posizionata al centro (tra i due sedili anteriori) e l'abbandono delle ruote in legno (erano disponibili, di serie, le ruote a disco in lamiera oppure, a richiesta, a raggi).
In quello stesso 1919, ai Saloni di Parigi e di Londra, la Lancia esponeva un superbo telaio munito di un motore con basamento fuso in blocco unico, a 12 cilindri a V (due bancate, ciascuna di 6 cilindri, con apertura di 20°) di notevole cubatura (due le cilindrate previste, una di 6031,86 cm³ data da un alesaggio di mm 80 ed una corsa di mm 100, ed una di 7841,41 cm³ data da una corsa portata a mm 130) con distribuzione a valvole in testa ed erogante una potenza stimata, per il 7,8 litri, in 150 HP a 2200 giri. Interessante la genesi di questo prodotto Lancia: nel 1914-1915, quasi in concomitanza con lo scoppio della prima guerra mondiale, la casa torinese era costretta ad accantonare il progetto per un motore ad 8 cilindri a V che stava elaborando (brevettato comunque nel giugno 1915): l'idea del motore con cilindri a V veniva ripresa nel 1918 e dava origine a due progetti (settembre 1918) relativi ad un 8 cilindri con apertura a V di 45° e ad un 12 cilindri con l'apertura a V di 30°, dal quale derivava, l'anno successivo, l'esemplare di 7,8 litri. Nonostante i lusinghieri commenti della stampa specializzata, la 12 cilindri Lancia non avrà seguito produttivo: motivi fiscali e la consapevolezza di dover fare i conti con un mercato nazionale ancora poco ricettivo per un prodotto dal costo verosimilmente proibitivo, indurranno Vincenzo Lancia a desistere dalla produzione in serie di questo modello (il cui propulsore, peraltro, pareva affetto da seri problemi di carburazione).
Il 1919, comunque, non era per la Lancia un anno fortunato: per la prima volta dalla fondazione, la produzione diminuiva rispetto all'anno precedente (il calo era del 20%, da 894 a 717 unità) e, soprattutto, l'esercizio si chiudeva con una perdita sostanziosa (un milione e mezzo di Lire). Il successo della Kappa porterà la Casa torinese a superare per la prima volta, nel 1920, la soglia dei 1.000 autoveicoli costruiti nell'arco di 12 mesi (1.130 esattamente gli esemplari usciti dalla fabbrica) ma i due anni successivi, malgrado l'uscita della Dikappa nel 1921 e della Trikappa l'anno dopo, andranno considerati quasi di transizione: sarà poi la rivoluzionaria Lambda, venduta a partire dal 1923, a rilanciare definitivamente la Lancia.
Ma, tornando al 1921: usciva la Dikappa, che altro non era se non la versione sportiva della Kappa, alla quale si affiancava e dalla quale differiva soprattutto per il motore la cui distribuzione era ora del tipo a valvole in testa e consentiva di incrementare la potenza (da 70 a 87 HP) e le prestazioni (da oltre 120 a oltre 125 km/h).
La Dikappa aveva vita breve (grosso modo un anno) perché nel 1922 Vincenzo Lancia, in attesa di ultimare i collaudi della Lambda, decideva di immettere sul mercato (sempre comunque a fianco della Kappa) la sua prima vettura con disposizione dei cilindri a V: si trattava della Trikappa, che disponeva di un 8 cilindri a V stretto a valvole in testa che, malgrado una leggera diminuzione della cilindrata, portava la potenza a sfiorare i 100 HP e consentiva alla possente vettura di raggiungere e talvolta superare la soglia dei 130 km all'ora.
La Trikappa verrà prodotta in due serie successive sino al 1925, per un numero complessivo di unità davvero non disprezzabile di 847: da notare che inizialmente la vettura denunciava qualche problema di frenatura per cui la Casa correva ai ripari e nel 1923 dotava la Trikappa di freni a tamburo anche sulle ruote anteriori; si avrà così un deciso rilancio commerciale del modello.
Con la cessazione della produzione della Dikappa, di fatto si chiudeva quello che può considerarsi il primo ciclo di fase tecnica della Lancia anche se il concetto tradizionale del telaio verrà naturalmente mantenuto nella costruzione degli autocarri.

L'innovativa membratura portante della Lancia Lambda

Ed eccoci alla Lambda, il primo dei due capolavori di Vincenzo Lancia (il secondo sarà, nel 1936, l'Aprilia): effettivamente le idee messe in atto con questo modello si riveleranno qualcosa di profetico, schiudendo orizzonti impensati. La Lambda nasceva ufficialmente nell'autunno del 1922, quando veniva esposta ai Saloni di Parigi e Londra ma la produzione vera e propria (e le consegne) iniziavano verso la metà del 1923. L'atto di nascita della Lambda risaliva però all'immediato dopoguerra, esattamente al 7 dicembre 1918, giorno in cui Vincenzo Lancia depositava la richiesta per il brevetto (rilasciato poi il 28 marzo 1919, col numero 171922) di un nuovo modello di autovettura, denominato "vettura automobile in cui il telaio è soppresso". Il veicolo rappresentato negli schizzi tecnici ha la sagoma di un fuso, radiatore di forma circolare, la sospensione anteriore (semi-indipendente) a balestra trasversale, ma la caratteristica più rivoluzionaria era la soppressione del telaio convenzionale a longheroni sostituito da una membratura portante in lamiera imbutita disposta in maniera tale da far lavorare la scocca della vettura come una trave unica. Il pianale risultava sensibilmente abbassato perché l'albero di trasmissione, abbandonata la classica sistemazione al di sotto del pavimento, era qui posizionato in un tunnel che passava all'interno dell'abitacolo (i passeggeri, dunque, venivano a sedere ai lati dell'albero di trasmissione anziché al di sopra di esso). In pratica, Vincenzo Lancia aveva inventato la scocca portante.
Nel 1921, la Lambda prendeva forma: sotto l'occhio vigile del Lancia, i progettisti Rocco e Cantarini realizzavano il motore a 4 cilindri a V stretto rotante al bel regime di 3250 giri, mentre Scacchi (responsabile del reparto esperienze) ne eseguiva la messa a punto. Il 1º settembre 1921 il primo prototipo Lambda era pronto e Vincenzo in prima persona iniziava i collaudi nei dintorni di Torino. Laboriosa si rivelerà in particolare la messa a punto della sospensione anteriore: poiché il sistema scelto - la famosa sospensione a ruote indipendenti - era del tipo “a cannocchiale” (montanti telescopici con molle elicoidali disposte concentricamente ai montanti) non si poterono montare i soliti ammortizzatori a frizione e si dovette studiare l'adozione di un tipo di ammortizzatore idraulico a sua volta concentrico alla molla della sospensione. Grazie alla sospensione a ruote indipendenti ed alla rigidità della scocca, la tenuta di strada della Lambda risulterà di gran lunga superiore a quella delle altre automobili contemporanee, in particolare sui fondi sconnessi (ovvero sulla stragrande maggioranze delle strade dell'epoca) tanto da farne una vettura dalle prestazioni “stradali” notevoli, malgrado una potenza del motore buona ma non eccelsa ed una velocità massima che, nelle prime serie, sarà inferiore ai 115 km/orari (nelle serie successive, salirà poi sino ad oltrepassare la soglia dei 120 all'ora).

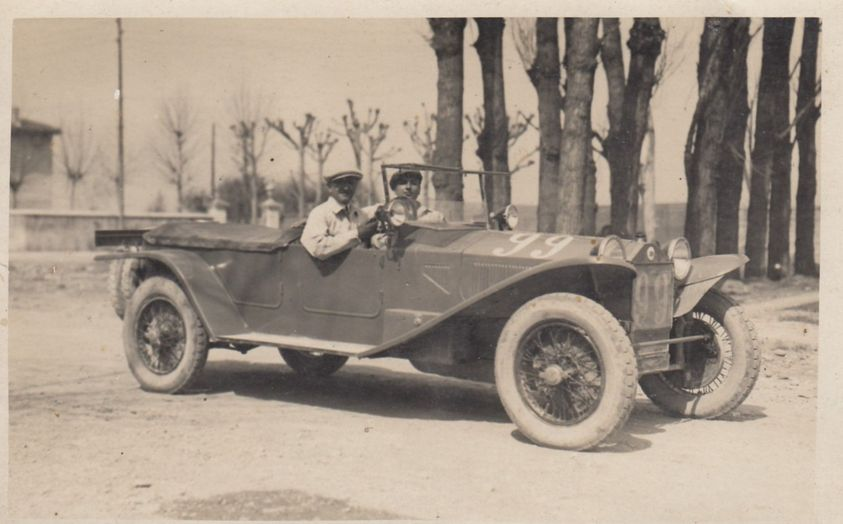
Una Lancia Lambda settima serie partecipante alla I Mille Miglia (1927)

Parecchie Lambda vennero impiegate nelle competizioni dove, a partire dalla seconda metà degli anni venti, si distinsero nella loro classe di cilindrata (la classe “3 litri” dei gruppi Turismo e Sport): non si possono sottacere le grandi performance delle Lambda alla massacrante Mille Miglia: nelle prime due edizioni della corsa (1927 e 1928) la Lambda rischiò addirittura di ottenere la vittoria assoluta, aggiudicandosi comunque la propria classe ("3litri") e piazzandosi al 4º e 5º posto della graduatoria generale (nel 1927) ed al 3º posto (nel 1928).
La Lambda avrà una vita abbastanza longeva dal momento che sarà commercializzata in Italia per oltre 8 anni, dalla metà del 1923 sino all'autunno del 1931 quando, in occasione del Salone di Parigi, la Casa torinese lancerà la più convenzionale ed economica Artena. Il totale di esemplari costruiti in 9 serie successivi risulterà di circa 13.000 (le diverse fonti forniscono dati discordanti ma le differenze sono di poco conto, visto che si va da un minimo di 12999 ad un massimo di 13003 "pezzi"). Venduta ad un prezzo elevato ma non proibitivo (in Italia la torpedo prima serie costava 43.000 lire) la Lambda ebbe successo anche sui mercati esteri, dove venne venduta con una certa facilità: mancano i dati riguardanti il periodo 1923-1925, ma nel quinquennio che va dal 1926 al 1930, le esportazioni assorbirono più del 40% della produzione. Nel corso di questi otto anni, tutta la vettura sarà oggetto di miglioramenti, ma le modifiche più importanti saranno quelle apportate dalla 5ª serie (adozione del cambio a 4 rapporti anziché a 3), dalla 6ª serie (nascita della versione a passo allungato), dalla 7ª serie (aumento della cilindrata da 2121 a 2375 cm³ e della potenza da 49 HP a 59,4 HP) e dell'8ª serie (ulteriore incremento di cilindrata e potenza, portate rispettivamente a 2569 cm³ e 69 HP).

#### La Dilambda, l'Artena, l'Astura e l'Augusta
Cessata all'inizio del 1925 la produzione della "grossa" Trikappa, ultima superstite delle Lancia del vecchio corso, per quasi cinque anni la gamma di modelli della Casa torinese rimaneva circoscritta alla sola Lambda, un modello che conferiva alla Lancia fama internazionale e successo commerciale ma che non era in grado di soddisfare la clientele più facoltosa – straniera in particolare - che voleva una vettura di maggiore cilindrata e prestigio. Nel 1926 iniziavano gli studi per progettare una nuova 8 cilindri. Il progetto iniziale prevedeva un modello abbastanza simile alla Lambda, con cilindrata attorno ai 3 litri. In quello stesso periodo un americano di nome Folcker, visitando la fabbrica, conosceva il “patron” e non faticava molto a convincerlo ad esaminare concretamente l'opportunità di entrare con un suo prodotto nell'immenso mercato nordamericano. Detto fatto, senza neppure avvertire i propri collaboratori più stretti, Vincenzo Lancia faceva dirottare gli studi verso una macchina più grande e, in considerazione della maggior mole della vettura, prevedeva la necessità di accantonare la struttura portante e tornare ad un telaio di impostazione più classica, mantenendo tuttavia lo schema della sospensione anteriore "a cannocchiale" a ruote indipendenti.

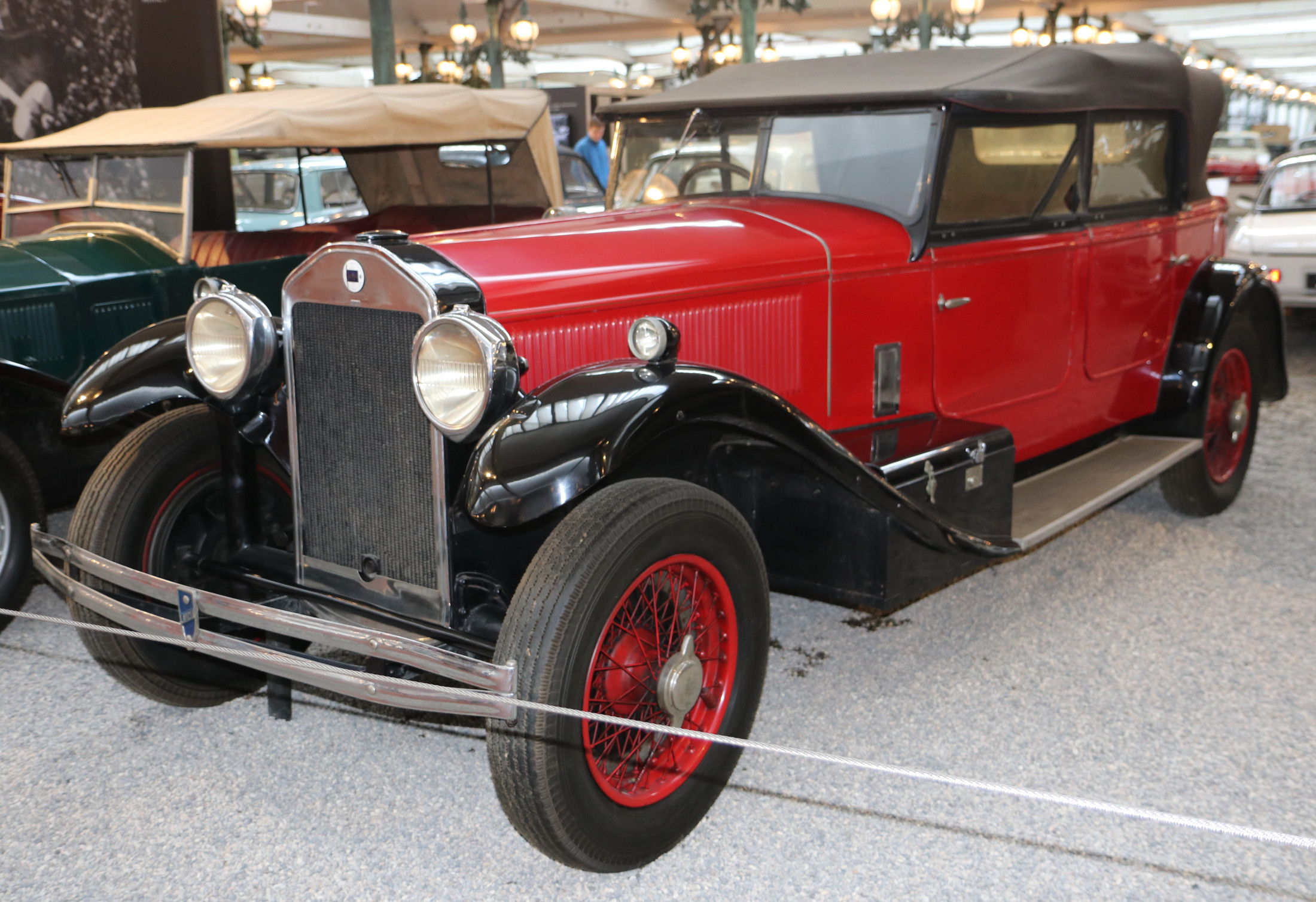
Una Lancia Dilambda del 1929

Il lancio della Dilambda (questo il nome della nuova creazione) sarà comunque abbastanza travagliato, ritardato dalle vicende “americane” che coinvolgeranno Vincenzo Lancia tra la fine del 1927 ed i primi mesi del 1929. Dopo aver fondato (il 26 settembre 1927) la Lancia Motors of America, l’imprenditore torinese si recava a New York nel gennaio del 1929 per presenziare al National Automobile Show dove era esposto un prototipo della nuova ammiraglia Lancia ma riusciva rocambolescamente ad aver salva la pelle solo nascondendosi in albergo e imbarcandosi precipitosamente per l'Italia: pare infatti che Vincenzo Lancia fosse stato oggetto di un raggiro culminato addirittura in un tentativo di omicidio ordito forse dalla malavita locale.
Fallita (in tutti i sensi) l'esperienza americana, ecco che il debutto in Europa della versione definitiva della Dilambda si avrà al Salone di Parigi del 1929, come voleva la più classica tradizione Lancia. Si trattava di una grossa unità mossa da un motore ad 8 cilindri a V di 24° di circa 4 litri di cilindrata erogante circa 100 HP a 3800 giri ma assai elastico e quindi in grado di conferire alla vettura una ripresa eccezionale. Malgrado il peso elevato la vettura superava i 120 chilometri all'ora. La Dilambda verrà costruita sino al 1935. In totale se ne produssero 1685 esemplari: non pochi considerando il genere di automobile ed il fatto che l'uscita della nuova ammiraglia venne a cadere quasi in contemporanea con il crollo di Wall Street. La Dilambda ebbe anche a convivere – dal 1932 – con una più piccola sorella ad 8 cilindri, la Astura, che sicuramente le sottrasse una piccola fetta di mercato. Intanto, con l'incremento dei ritmi produttivi, la Lancia ampliava la superficie degli stabilimenti rilevando tra l'altro, nel 1928, un'area contigua allo stabilimento della Chiribiri (che chiudeva ufficialmente i battenti il 3 settembre di quello stesso anno). Si trattava di una espansione progressiva ma se vogliamo disordinata, nel senso che venivano acquisiti di volta in volta terreni e fabbricati sparsi in qua e là per Torino, in aree diverse anche se non troppo lontane dal nucleo centrale di Borgo San Paolo. Nel 1930 la Lancia si trasformava in Società per azioni, ma il capitale rimaneva comunque nelle mani della famiglia Lancia o di suoi amici più che fidati (i Vaccarossi).
In questo periodo – gli anni venti e trenta – la Casa torinese dedicava una parte significativa degli investimenti al potenziamento della rete di vendita. Nel 1921 venivano aperte agenzie a Palermo ed a Napoli, mentre negli anni trenta si inauguravano nuove filiali a Roma, a Padova, a Genova, a Torino. Proseguivano intanto le iniziative Lancia all'estero: dopo la Lancia Motors of America, il 5 settembre 1928 veniva fondata in Inghilterra, sotto la denominazione di Lancia England, una società avente un capitale nominale iniziale di 100.000 sterline (9 milioni di lire dell'epoca): la società, che vivrà vicende alterne, tutte peraltro scarsamente fortunate, finirà per limitarsi a svolgere, sino allo scoppio della seconda guerra mondiale, funzioni esclusivamente commerciali.
Più interessante l'attività che verrà svolta dalla Lancia automobiles, costituita a Parigi il 1º ottobre 1931, che farà esordire in territorio francese, rispettivamente nel 1932 e nel 1936, l'Augusta e l'Aprilia. Sotto il profilo economico-finanziario, anche l'operazione-Francia si risolverà alla fine in una perdita, malgrado la produzione di circa 3.000 Belna e 1.600 Ardennes (nomi assegnati all'Augusta ed alla Aprilia per il mercato d'oltralpe) negli anni dal 1934 al 1938. Per effetto dell'avventura coloniale italiana in Africa, a partire dal 1935 venivano create filiali nei territori dell'Africa Orientale Italiana e della Libia, in particolare a Bengasi, Asmara, Addis Abeba, Tripoli e Dessiè.
Esauritosi il quasi decennale ciclo della Lambda, al Salone dell'automobile di Parigi dell'autunno 1931, la Lancia presentava due nuovi modelli che andavano ad affiancare la grossa Dilambda: si trattava di due sorelle (quasi gemelle), la prima una 4 cilindri di nemmeno 2 litri, la seconda una 8 cilindri di 2,6 litri. I telai delle due nuove Lancia, che si ispiravano nel disegno generale alla Dilambda (motore, avantreno ed altri particolari erano però assolutamente diversi), differivano tra loro soltanto per il motore e per il valore del passo (299 cm la piccola Artena, 19 cm in più – onde poter ospitare il più ingombrante motore 8 cilindri - la sorella maggiore Astura).
Terminato il periodo dell'alfabeto greco, i nomi assegnati a questi nuovi modelli passava alla serie di quelli tratti dall'antica civiltà italica: Artena (nome di una città dei Volsci in provincia di Roma) la più piccola, Astura (nome di uno storico castello ubicato nei pressi di Nettuno, altra località romana) la più grande. La Artena passerà alla storia per la proverbiale robustezza (pare sia stata se non la prima, una delle prime macchine al mondo a poter superare la soglia dei 100.000 chilometri senza necessità di revisioni), mentre la Astura sarà, sino alla seconda metà degli anni trenta, uno dei telai più ambiti dai maestri carrozzieri italiani per la creazione di stupende fuoriserie. Per quanto riguarda specificatamente la Astura, da segnalare parecchi successi in corsa, tra cui la vittoria assoluta al massacrante Giro automobilistico d'Italia del 1934. Da notare che l'Artena, morta nel 1936 dopo tre serie, resuscitava quattro anni dopo, nel 1940, con una quarta serie, destinata soprattutto al governo italiano (nella versione Ministeriale) o all'esercito (versione Militare). Interessanti (ma non eccezionali) i volumi produttivi: includendo gli autotelai si ebbero poco più di 5.500 Artena (5.000 dal 1931 al 1936 e 500 della quarta serie del periodo bellico, dal 1940 al 1942) e meno di 3.000 Astura (dal 1931 al 1939).

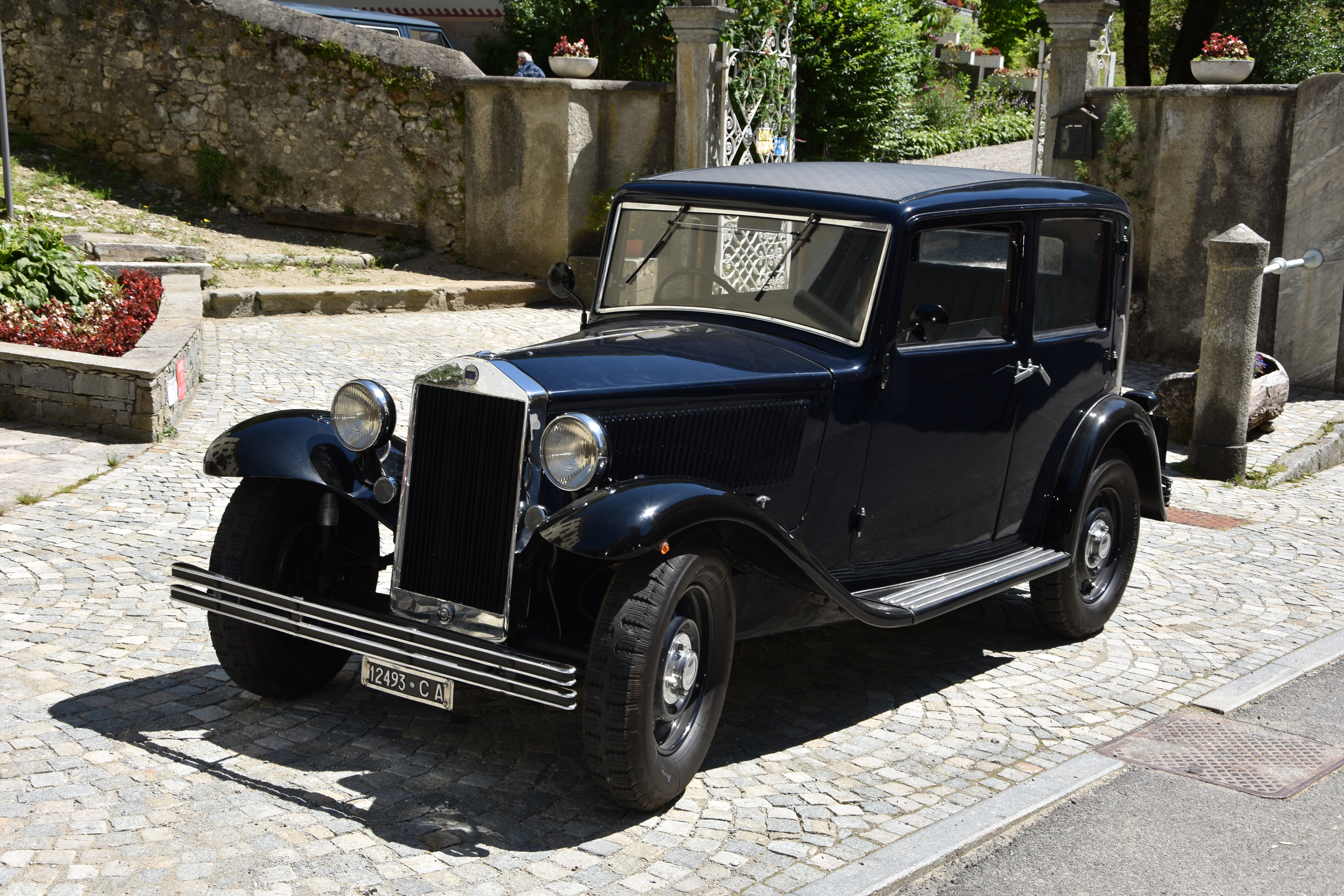
Lancia Augusta I serie del 1934

Nel frattempo alla Casa torinese, dove pure nessuno intendeva dedicarsi alla produzione di massa, prendeva corpo l'idea di cimentarsi nella costruzione di un modello di limitate dimensioni, una sorta di utilitaria (secondo i canoni del tempo) sia pure d'élite. Il 1930 era l'anno in cui l'ufficio tecnico Lancia ne iniziava lo studio: nel giro di due anni la macchina era pronta, già messa a punto, avendo già macinato migliaia di chilometri nelle mani dei collaudatori. Dopo la parentesi delle Dilambda, Artena ed Astura – per le quali era stato preferito il più convenzionale “telaio separato” – per questa sua nuova creatura, Vincenzo Lancia decideva di tornare alla soluzione della struttura portante che tanto lustro aveva dato con la Lambda, con la differenza – non da poco – che questa volta la struttura era prevista per la "guida interna" (berlina, in altri termini) e non per la versione torpedo com'era accaduto per la Lambda. Preceduta soltanto dalla statunitense Chrysler, alla Casa torinese restava comunque un primato, quello della prima berlina europea a struttura portante. Quando, nell'autunno del 1932, la stampa forniva le prime notizie su questa nuova Lancia (esposta in anteprima il 5 ottobre al Salone di Parigi) essa era indicata con i nomi di “Vespa” (in Italia) e di “Belna” (in Francia): fermo restando che l'appellativo di “Vespa” era stato affibbiato da un giornalista (ma non corrispondeva ad alcuna denominazione ufficiale) quando la vettura fu presentata (e lanciata) in Italia - al Salone di Milano dell'aprile 1933 - venne chiamata “Augusta”.
Da osservare che questo ritardo nel lancio sul mercato fu dovuto all'insorgere di problemi legali con un'importante fabbrica americana di carrozzerie, la Budd, che deteneva un brevetto per una carrozzeria autoportante molto simile a quella dell'Augusta, brevetto che alla fine risultò depositato dopo che il progetto Augusta già era stato avviato.
Ma naturalmente, la nuova Lancia non si distingueva solo per la struttura portante, ma per molte altre sue caratteristiche innovative o poco usuali nella contemporanea produzione europea (il motore con cilindri a V stretto, la sospensione anteriore a ruote indipendenti con molloni elicoidali racchiusi in foderi verticali con ammortizzatori a frizione incorporati, le sospensioni posteriori che non necessitavano di frequenti lubrificazioni, la ruota libera inseribile o disinseribile dal posto di guida, la trasmissione con albero a giunti flessibili in luogo del cardano, i freni idraulici). Una interessante caratteristica innovativa era data dall'originale sistema di incernieramento delle portiere, in posizione opposta l'una all'altra, che consentiva l'abolizione del montante centrale: il sistema era stato studiato per sopperire alle difficoltà di accesso all'abitacolo determinate dalla dimensione longitudinale delle portiere, che era stata volutamente limitata per conferire alla vettura la necessaria massima rigidità torsionale.
Per far fronte alle esigenze dei clienti che desideravano una carrozzeria speciale, dal 1934 il modello veniva anche costruito come telaio (un robusto pianale in lamiera stampata).
L'Augusta era accolta sui mercati con l'interesse che, ormai da anni, destava ogni nuovo modello Lancia. D'altronde il pubblico sapeva di trovarsi sempre di fronte ad un prodotto innovativo ed elegante ma al contempo robusto ed affidabile: e così sarà anche per l'Augusta, che piaceva immediatamente anche per la sua linea snella e signorile. Dell'Augusta, tra il 1933 ed il 1936, verranno costruiti in Italia 17.217 esemplari (14.107 berline più 3.110 autotelai a pianale), un numero superiore al “record” produttivo della Lambda (circa 13.000 pezzi), testimone di successo. Aggiungendo ad essi le Augusta costruite in Francia sotto il nome “Belna” (3.000 “, di cui 2.500 berline e 500 telai) il modello, nel suo complesso, supererà addirittura le 20.000 unità.

#### L'Aprilia, la morte di Vincenzo, l'Ardea

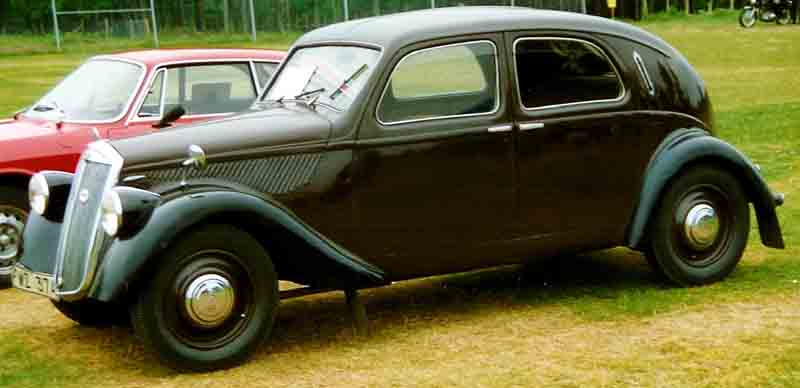
Lancia Aprilia

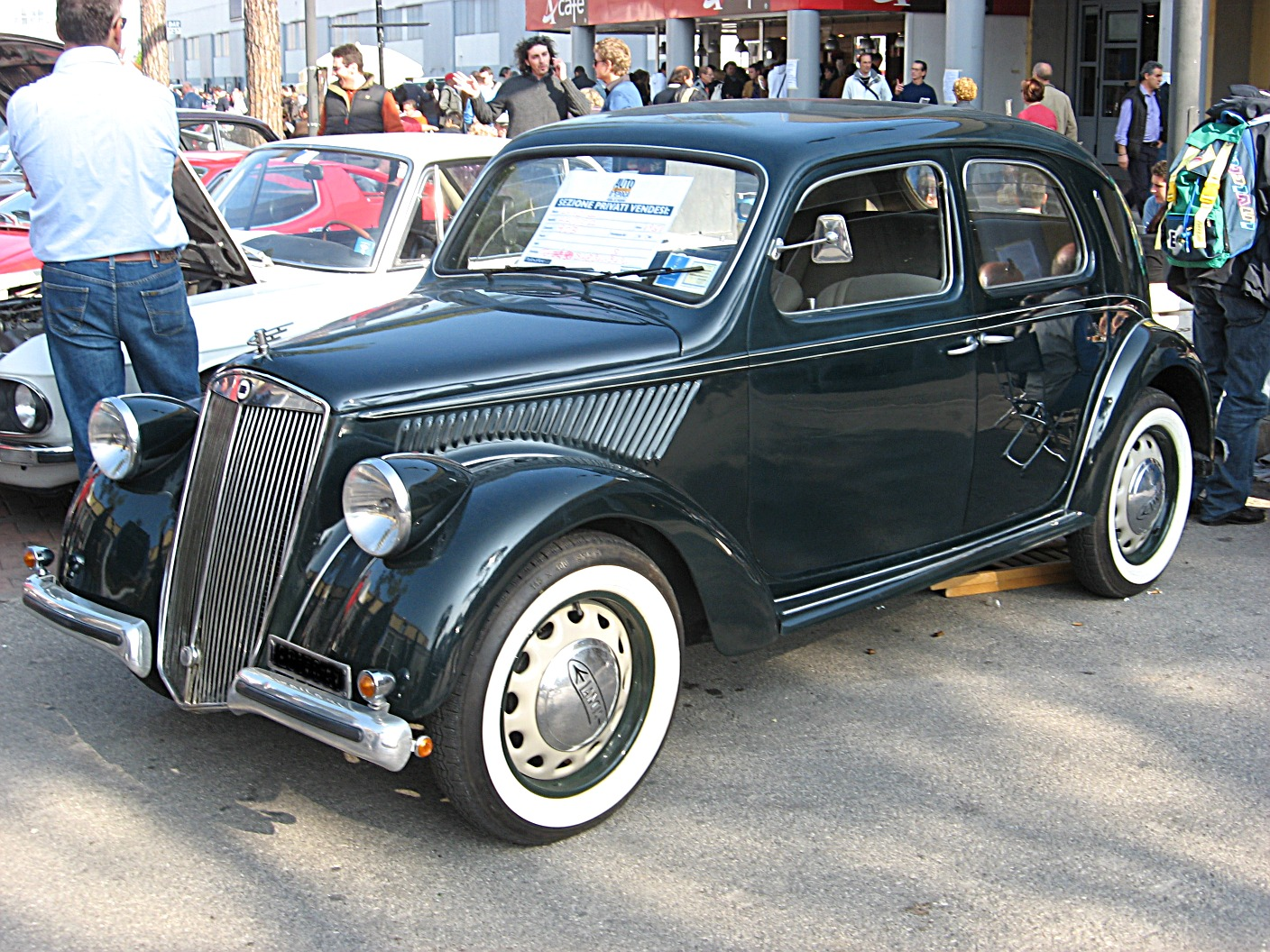
Lancia Ardea

Malgrado le vendite dell'Augusta marciassero a gonfie vele, Vincenzo Lancia, che ancora non aveva dimenticato i fasti della Lambda, pensava ad una macchina più rivoluzionaria, un prodotto fuori dagli schemi che lasciasse il segno. Nell'aprile del 1934, venne brevettato un originale progetto per una vettura del tutto anticonvenzionale, nella quale il pilota si sarebbe trovato in posizione centrale ed avrebbe avuto due passeggeri al suo fianco, uno per parte, mentre una quarta persona avrebbe trovato alloggio su un piccolo divano posteriore, posto nella coda - molto rastremata - dell'inconsueto veicolo, provvisto di due sole ampie portiere. Ma questo progetto, giudicato troppo ardito, veniva accantonato.
Negli ultimi mesi del 1934, Vincenzo convocava lo staff direttivo (gli ingegneri Manlio Gracco e Giuseppe Baggi, rispettivamente direttore generale e direttore tecnico, i tecnici signori Alghisi, Falchetto, Sola e Verga, il collaudatore Gismondi) e, di fatto, dava il via allo studio di una vettura aerodinamica (un aspetto in quegli anni poco considerato), dalla cilindrata un poco superiore ai 1200 cm³ dell'Augusta, relativamente leggera (sotto alla tonnellata nella versione berlina 5 posti) e capace di fornire prestazioni superiori con potenza e consumi relativamente modesti.
Nell'inverno 1934-1935 la squadra dell'ufficio tecnico disegnava il motore, per il quale veniva mantenuto il classico schema dei cilindri a V stretto, che si distingueva per la forma sferica delle camere di scoppio, ottenuta grazie ad un sistema di distribuzione particolare (che sarà brevettato). Al banco, il motore (con monoblocco in alluminio e canne dei cilindri riportate, in ghisa) erogava la bella potenza di 48 cavalli a 4300 giri al minuto (non male per un 1352 cmc). Ricerche effettuate in collaborazione con il Politecnico di Torino portavano a concludere che la forma della coda rivestiva una particolare importanza aerodinamica: il disegno della carrozzeria, quindi, seguiva alla lettera queste indicazioni al punto che, quando Vincenzo vedeva il “mascherone” in legno della vettura, trovava esagerato il raggio di raccordo tra tetto e fiancata, e lo faceva subito ridurre. In effetti, questa prima versione di carrozzeria aveva una coda lunghissima, efficace dal punto di vista aerodinamico ma decisamente antiestetica.
Sicuro che stabilità ed aderenza avrebbero tratto vantaggio dalla adozione di sospensioni a quattro ruote indipendenti, Vincenzo faceva mettere allo studio una sospensione posteriore adatta allo scopo. Il retrotreno progettato per la Aprilia – questo il nome di quella che sarà l'ultima creatura di monsù Lancia – risultava piuttosto complesso e richiedeva una messa a punto laboriosa. Le prove su strada dell'Aprilia si protrassero sino al giugno del 1936, ma, contrariamente a quella che era una sua abitudine, Vincenzo non vi partecipò mai in prima persona. Finalmente, all'inizio dell'estate del 1936, dovendo effettuare un viaggio a Bologna, compiva la sua prima esperienza con un prototipo Aprilia: lasciata la guida al fido Gismondi, Vincenzo gli sedette accanto e se ne rimase silenzioso, salvo per osservare che la velocità della vettura (130 all'ora) gli pareva eccessiva. Al ritorno, però, Vincenzo non resistette alla tentazione e, approfittando di una sosta a Voghera, si fece cedere il volante, guidando veloce sino a Torino. In vista della città, finalmente, si lasciò andare con una breve frase che però la diceva lunga “che macchina magnifica!”. I tre che erano in macchina con lui (i tecnici-collaudatori Verga e Tacchini, oltre al Gismondi), rimasti in ansia per l'apparente freddezza del “capo”, poterono ora tirare un sospiro di sollievo! Alla vettura venivano apportate alcune leggere modifiche, tra cui la riduzione della velocità massima a 125 km orari.
Come ormai consolidata consuetudine, oltre alla berlina (tipo 238), anche questo prodotto Lancia veniva offerto nella versione “autotelaio” (tipo 239), destinato alle fuoriserie, cioè sostanzialmente a tutti coloro che intendevano farsi costruire una carrozzeria quasi “su misura” rivolgendosi ai più celebrati carrozzieri. Questo autotelaio aveva le medesime caratteristiche della berlina (incluse le sospensioni a ruote indipendenti sulle quattro ruote) ma la misura del suo passo era di 10 cm superiore (cm 285 invece di 275).
Ma Vincenzo Lancia non avrà più il tempo per vedere uscire dalla catena di montaggio il primo esemplare. All'alba del 15 febbraio 1937, non ancora cinquantaseienne, moriva improvvisamente per un infarto.
Quando apparvero le prime Aprilia, i tecnici si mostrarono scettici. Anche il pubblico normale appariva un po' sconcertato dalla linea difficile da digerire. Ma in breve, gli uni dovettero ricredersi, gli altri cominciarono ad abituarsi e ad apprezzarla. E l'Aprilia non tardò a farsi valere sulle strade, anche in corsa (dove non ebbe rivali nella classe 1500 cm³). Il modello (la cui cilindrata, nel 1939 venne portata a 1486 cm³) sopravvisse alla seconda guerra mondiale e venne costruito sino alla fine del 1949 per un totale di 27.836 pezzi (20.082 berline e 7.554 telai): poi, nel 1950, all'Aprilia seguì un altro modello mitico, la Aurelia.
Come accaduto per l'Augusta, costruita anche in Francia e colà commercializzata come “Belna”, anche per l'Aprilia si tentò la carta del montaggio oltralpe. Forse sottovalutando la feroce concorrenza della Citroën Traction Avant (tecnicamente avanzata quanto l'Aprilia se non di più, ed offerta ad un prezzo molto inferiore grazie ai più elevati volumi produttivi), l'Ardennes (questo il nome assegnatole per la commercializzazione) non riscosse il successo sperato tanto che nel biennio 1937/1938 se ne produssero soltanto poche centinaia, per cui, stante anche la guerra mondiale incombente, l'avventura Lancia in quel di Bonneuil (alla periferia di Parigi) ebbe così il suo epilogo.
Il giorno 22 ottobre 1949, dentro al baule dell'ultima Aprilia uscita dalla linea di montaggio, venne trovato un biglietto dai contenuti quasi commoventi. Questo il testo: “Cara Aprilia, nel prendere commiato ti porgo un reverente saluto. Il tuo nome glorioso ha saputo imporsi nelle più grandi metropoli, merito di un Grande pioniere scomparso ma sempre vivo il suo nome in noi. Gli artefici di questo grande complesso augurano e aspettano che la sorella che sta per sorgere dia altra tanta gloria e maggior comprensione per il bene di tutti”.
Il 1939 volgeva al termine tra i primi bagliori della guerra, quando la Casa torinese lanciava sul mercato un nuovo prodotto rivoluzionario, alla cui realizzazione aveva probabilmente contribuito il famoso progettista Vittorio Jano, passato dall'Alfa Romeo alla Lancia nel febbraio 1938. Alla vettura veniva dato il nome "Ardea", corrispondente a quello di una antichissima città laziale (geograficamente un po' a sud di Pomezia), fondata forse dal figlio di Ulisse e di Circe, che fu capitale dei Rutuli all'epoca dello sbarco di Enea.
La Lancia Ardea era una piccola vettura, dalle brillanti prestazioni, che si presentava con una carrozzeria berlina a quattro porte che altro non era se non la copia, in scala leggermente ridotta, della gloriosa Aprilia. Di quest'ultima, infatti, ripeteva la sezione longitudinale, con solo qualche lieve variazione (passo inferiore, cofano più corto, coda meno rastremata). La struttura della vettura era, naturalmente, del tipo “portante”. L'Ardea disponeva di un motore a 4 cilindri a V stretto (20º) di 903 cm³ (alesaggio mm 65 e corsa mm 68) che erogava una potenza massima di 28-29 HP al bel regime (per l'epoca) di 4600 giri al minuto. Il sistema di distribuzione era a valvole in testa azionate da un albero superiore, mosso a sua volta da una catena. Tecnicamente, si apprezzavano i corti bilancieri obliqui (tutti indipendenti e simmetrici, facilmente smontabili ed intercambiabili) e la catena di comando (doppia fila di rulli e tenditore automatico). Una caratteristica interessante era data dall'albero di trasmissione con giunti snodati ed elastici ad incastri cilindrici (all'interno di boccole in gomma). La sospensione anteriore era quella a ruote indipendenti del tipo classico Lancia (cannocchiali verticali contenenti molloni elicoidali ed ammortizzatori idraulici concentrici), mentre il retrotreno era del normale ponte rigido con due balestre longitudinali (montate su boccole del tipo detto “Silentbloc”) ed ammortizzatori del tipo a leva. Molto compatta e piuttosto leggera (750 kg) la vettura, grazie anche alla linea aerodinamica della carrozzeria, raggiungeva i 108 km orari ed aveva tra i suoi pregi – apprezzabile in quegli anni di crisi - un consumo assai ridotto (poco più di 7 litri ogni 100 chilometri, ad una andatura di circa 75 km orari).
L'Ardea veniva inizialmente costruita, in quella che sarà poi definita come “prima serie”, in tre versioni, la tipo 250, cioè la normale berlina di serie, il telaio tipo 350 (di cui nulla si sa ma che molto probabilmente era il telaio destinato ai carrozzieri, che peraltro realizzarono pochissime Ardea fuori serie) ed il tipo 450, per servizio pubblico (taxi) definito anche “tipo Roma”, munito di carrozzeria più ampia (passo e lunghezza si incrementavano rispettivamente da cm 241 a cm 295 e da cm 361,5 a cm 446,5). L'Ardea verrà costruita in quattro serie sino al 1952: le differenze tra una serie e l'altra saranno tutto sommato modeste, fatta eccezione per la adozione del cambio a 5 marce (con la quinta marcia surmoltiplicata) adottato nel dopoguerra (terza serie).
Oltre alla berlina ed al taxi, nel dopoguerra iniziava anche la produzione delle versioni derivate, il furgoncino ed il camioncino. Complessivamente le Ardea prodotte sono state 31.961, e precisamente 22.730 berlina, 511 taxi, 7.519 furgoncini e 1.201 camioncini.

#### Gli stabilimenti di Bolzano
Mentre stava lavorando attorno al progetto dell'Aprilia, Vincenzo Lancia decideva di aderire ad una iniziativa governativa tesa a promuovere la creazione di un centro industriale in quel di Bolzano.
Nel marzo del 1935, l'ufficio tecnico del comune di Bolzano trasmetteva alla direzione Lancia la planimetria della zona scelta per la costruzione dello stabilimento, sei mesi dopo iniziavano i lavori di costruzione dei primi quattro capannoni e nell'aprile 1937 venivano assunti i primi impiegati. Il mese di giugno 1937 segnava dunque la nascita ufficiale del nuovo sito produttivo Lancia, che debuttava con l'entrata in funzione del reparto fonderia. Prima dello scoppio della guerra cominciavano i lavori di costruzione del reparto meccanica, e così lo stabilimento di Bolzano diventava un complemento insostituibile delle officine di Torino. Lo scoppio della guerra aumentava ulteriormente l'importanza di questa fabbrica decentrata. Nell'autunno del 1942 lo stabilimento di Torino veniva gravemente danneggiato da un bombardamento angloamericano, e si iniziava un massiccio trasferimento di interi reparti da Torino a Bolzano. Ma in breve, i bombardamenti cominciavano a colpire anche Bolzano, e gli anni 1943 e 1944, saranno costellati da arresti, bombardamenti, lutti. La ripresa, lenta, faticosa, ma costante, inizierà il 3 maggio 1945, subito si riavviavano le lavorazioni di pertinenza dello stabilimento di Torino, che ritornavano presto alla loro sede d'origine, ad eccezione del settore dei veicoli industriali, che rimaneva in via definitiva a Bolzano.

#### I veicoli industriali dal 1921 al 1939
Alla fine della prima guerra mondiale, il passaggio dalle attività belliche a quelle di pace, si rivelava decisamente difficile, specialmente nel settore dei veicoli industriali. Del resto, il mercato non era particolarmente attivo, dal momento che lo sviluppo dei trasporti su strada era ancora di lì da venire e che i residuati di guerra che l'esercito stava cedendo ai civili poteva benissimo sopperire a queste marginali necessità.
Nonostante queste difficoltà, nel 1921 uscivano i modelli Trijota e Tetrajota, costruiti esclusivamente come autotelaio da fornire ai carrozzieri per realizzare autocarri o torpedoni. Questi autotelai montavano il vecchio collaudato motore a 4 cilindri in linea da 4,9 litri di cilindrata, con passo di cm 335 e cm 385 rispettivamente. Il Trijota veniva carrozzato ad autocarro, mentre il Tetrajota serviva da base per la realizzazione, soprattutto, di torpedoni. Entrambi i modelli (prodotti complessivamente in 673 esemplari) riscuotevano un buon successo anche all'estero. Mentre il Tetrajota continuava ad essere prodotto fino al 1928, nel 1922 il Trijota terminava la sua esistenza, durata lo spazio di poco più di un anno.
Nel 1924, alla Lancia veniva impostato un nuovo autocarro, il Pentajota, che, azionato dal solito motore da 4,9 litri da 70 hp sufficiente a fargli raggiungere i 55-60 chilometri all'ora, utilizzava cambio e ponte del Tetrajota: grazie all'aumento del passo (portato a cm 431) il nuovo autocarro adottava un cassone da cm 370 x 210, che conferiva al Pentajota la qualifica di gigante della strada. Interessante, su questo modello, l'adozione dei freni sulle ruote anteriori: il pedale comandava funi metalliche che agivano simultaneamente al freno sulla trasmissione (la frenatura sulle ruote posteriori avveniva invece unicamente per mezzo della leva azionata manualmente). Il Pentajota era costruito dal 1924 al 1929 in più di 2000 esemplari.
Intanto veniva messo in cantiere un nuovo telaio per autobus urbano, l'Eptajota, caratterizzato dalla adozione di un telaio con longheroni di foggia tale da consentire di abbassare il pavimento, così come richiesto in particolare dal Comune di Milano, per il quale in effetti l'Eptajota era destinato. Comodo e di grande portata, l'Eptajota (quasi 2.000 esemplari, dal 1927 al 1934) mostrava il suo limite nella scarsa potenza dell'ormai obsoleto motore, che non gli consentiva di raggiungere quelle velocità d'esercizio che ormai si rendevano necessarie.

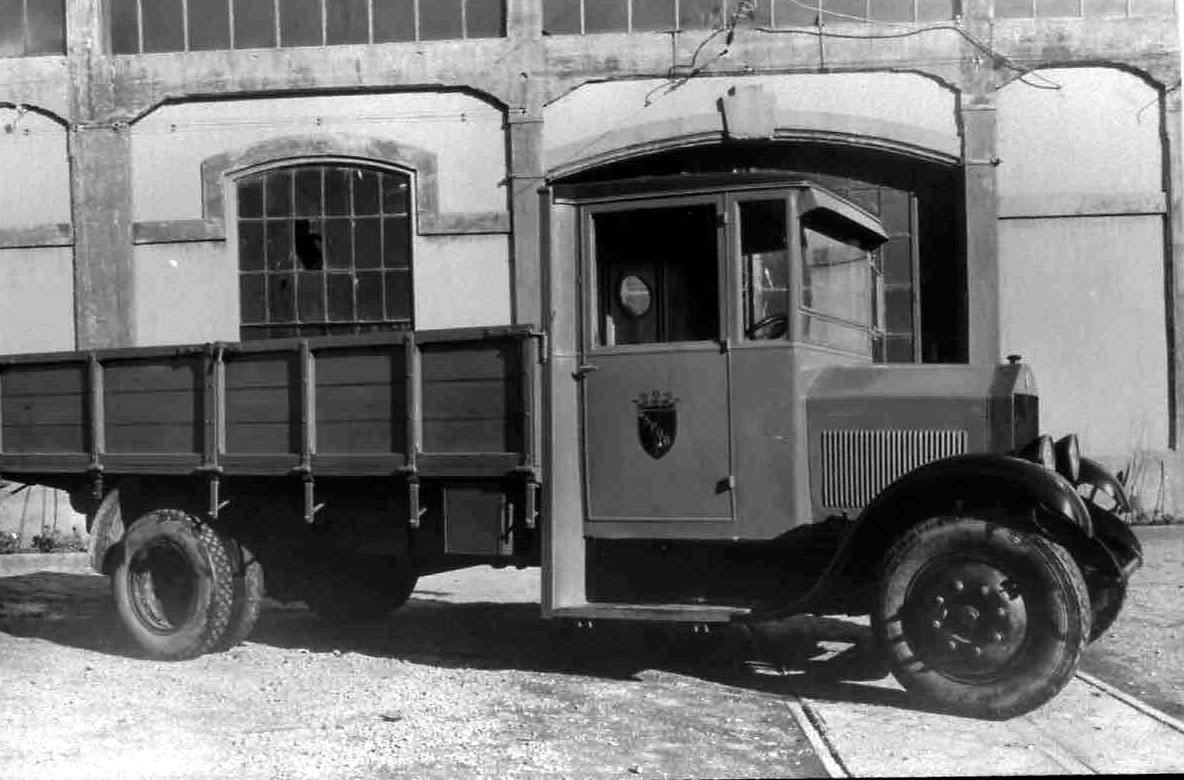
Un Lancia Eptajota trasformato in autocarro.

La prolissa serie “Jota” si esauriva con l'autocarro Eptajota, che, sempre utilizzando il motore da 4,9 litri ed i gruppi meccanici del Pentajota, veniva costruito con un passo di ben cm 472, che permetteva di aumentare la lunghezza del cassone sino a cm 455.
Dopo l'esperienza poco felice dell'autobus Esajota (soli 13 esemplari, tutti costruiti nel 1926), nel 1927 alla Lancia si decideva di progettare un autotelaio del tutto nuovo, moderno, adatto ad essere carrozzato nel tipo autobus urbano ed extraurbano, l'Omicron, munito di un nuovo motore a 6 cilindri in linea di ben 7069 cm³ (alesaggio mm 100, corsa mm 150) erogante – grazie anche alla adozione delle valvole in testa comandate da due alberi di distribuzione – quasi 92 HP a 1600 giri. Interessante la collocazione del gruppo centrale del ponte: esso era sistemato lateralmente per poter abbassare il più possibile l'altezza da terra del corridoio centrale del veicolo. L'Omicron sarà costruito nella versione a passo corto (cm 512,5) e a passo lungo (cm 592). Ottimo l'impianto frenante, costituito da freni meccanici sulle 4 ruote (a pedale) ed un freno a mano agente su apposite ganasce al ponte posteriore (affiancate a quelle azionate dal pedale, ma da esse indipendenti): Nel 1929, dopo i primi duecento esemplari, l'impianto veniva completato con un servofreno a depressione (tipo Dewandre) per ridurre lo sforzo da esercitare sul pedale. Malgrado un consumo decisamente elevato, l'Omicron riscuoteva un buon successo (601 esemplari dal 1927 al 1936), soprattutto grazie alla meritata fama di veicolo indistruttibile (si parlò di esemplari che raggiunsero e superarono il traguardo dei 2 milioni di chilometri). Le qualità dell'Omicron conquistarono anche i mercati esteri, ed alcuni esemplari, attrezzati come vagoni-letto, vennero utilizzati per un servizio di linea attraverso il Sahara, tra l'Algeria ed il Sudan francese.
Soprattutto per porre rimedio al problema dell'elevatezza dei consumi, venne studiato un motore a ciclo Diesel a cinque cilindri di 6871 cm³ e 93 HP di potenza, sostituibile a richiesta sulle unità azionate dal motore a benzina.
All'inizio degli anni trenta, Vincenzo Lancia acquistava la licenza di fabbricazione del motore Diesel fabbricato in Germania dalla Junkers, che pareva uno dei più riusciti. Si trattava di un bicilindrico a due tempi, con due pistoni contrapposti per cilindro, aventi la corsa di due diverse misure (mm 150 l'uno, mm 100 l'altro) e quindi con cilindrata di 3181 cm³ e potenza di 64 HP a 1500 giri. Del motore Junkers esisteva anche una seconda versione, a tre cilindri, di 4.771 cm³ e 95 HP. L'autocarro equipaggiato dal motore a due cilindri si chiamava “Ro” e fu prodotto dal 1932 al 1938 in quattro versioni, di cui due militari. Nel 1935 venne realizzato uno speciale “Ro” militare con motore classico (4 cilindri, 4 tempi) da 5126 cm³ e 65 HP, che ebbe modo di distinguersi durante l'impiego in Etiopia.
Ancora nel 1935, al “Ro” si affiancava il “Lancia Ro-Ro” su cui veniva montato il 3 cilindri Junkers da 4771 cm³. Chiudeva la lista dei veicoli industriali pre-bellici, il “Lancia 3Ro” (nato nel 1938 e costruito fino al 1947 in quasi 12.700 esemplari, tra veicoli militari e veicoli per uso civile) che veniva equipaggiato col motore a 5 cilindri da 6871 cm³ e 93 HP di potenza, lo stesso già adottato da alcuni degli ultimi Omicron, che riusciva a spingere gli autocarri fino a farli sfiorare, a vuoto, gli 80 chilometri all'ora.

#### Statistiche produttive 1919-1945
Per anno
- 1919: 717 (188 autovetture, 529 veic.ind/li)
- 1920: 1130 (1059 autovetture, 71 veic.ind/li)
- 1921: 865 (553 autovetture, 312 veic.ind/li)
- 1922: 540 (472 autovetture, 68 veic.ind/li)
- 1923: 1070 (893 autovetture, 177 veic.ind/li)
- 1924: 2455 (2220 autovetture, 235 veic.ind/li)
- 1925: 2583 (1984 autovetture, 599 veic.ind/li)
- 1926: 2480 (1854 autovetture, 626 veic.ind/li)
- 1927: 2524 (1923 autovetture, 601 veic.ind/li)
- 1928: 2656 (1954 autovetture, 702 veic.ind/li)
- 1929: 2659 (1942 autovetture, 717 veic.ind/li)
- 1930: 1743 (1147 autovetture, 596 veic.ind/li)
- 1931: 1545 (1097 autovetture, 448 veic.ind/li)
- 1932: 3083 (3004 autovetture, 79 veic.ind/li)
- 1933: 4904 (4627 autovetture, 277 veic.ind/li)
- 1934: 7163 (6917 autovetture, 246 veic.ind/li)
- 1935: 8076 (7454 autovetture, 622 veic.ind/li)
- 1936: 4848 (2970 autovetture, 1878 veic.ind/li)
- 1937: 6843 (5153 autovetture, 1690 veic.ind/li)
- 1938: 7434 (6432 autovetture, 1002 veic.ind/li)
- 1939: 6324 (4758 autovetture, 1566 veic.ind/li)
- 1940: 6932 (3899 autovetture, 3033 veic.ind/li)
- 1941: 5839 (2449 autovetture, 3390 veic.ind/li)
- 1942: 2882 (988 autovetture, 1894 veic.ind/li)
- 1943: 1598 (160 autovetture, 1438 veic.ind/li)
- 1944: 2128 (17 autovetture, 2111 veic.ind/li)
- 1945: 1127 (88 autovetture, 1039 veic.ind/li)

Totale periodo 1919-1945: 92.148 unità (66.202 autovetture e 25.946 veicoli industriali)
Vetture (66.202 in tutto)
- Kappa: 1810
- Dikappa: 160
- Trikappa: 847
- Lambda: 12999
- Dilambda: 1685
- Artena: 5060
- Artena (telai): 507
- Astura: 2486
- Astura (telai): 426
- Augusta: 14107
- Augusta (telai): 3110
- Aprilia: 12699 (fino al 31-12-1945)
- Aprilia (telai): 5985 (fino al 31-12-1945)
- Ardea: 3820 (fino al 31-12-1945)
- Ardea-taxi: 501

Occorre rilevare che secondo alcune fonti, il numero totale di esemplari costruiti risulta, per qualche modello, leggermente superiore: è il caso della Lambda, per la quale spesso si parla di un po' più di 13.000 pezzi, della Astura (2954 complessive invece delle 2912 sopraindicate), dell'Augusta (14108 invece di 14107), del Taxi Ardea (511 invece di 501) dell'Aprilia (in cui vi sono, per l'intero periodo di produzione (1937-1949), 29 unità di differenza) e della Ardea (dove, per l'intero periodo di produzione 1939/1952, abbiamo una differenza di 20 unità)
Veicoli industriali (25.946 in tutto)
- Jota (anni 1919/1920): 598
- Diota: 2
- Triota: 256
- Tetrajota: 417
- Pentajota: 2033
- Esajota: 13
- Eptajota: 1985
- Omicron: 601
- Jota (anno 1929): 16
- Ro (nafta): 843
- Ro (benzina): 576
- Ro-Ro: 301
- Militari: 3746
- 3 Ro: 12191 (fino al 31-12-1945)
- Ardea/furgoncino: 56 (fino al 31-12-1945)
- Veicoli elettrici: 61 (fino al 31-12-1945)
- Esaro: 2001(fino al 31-12-1945)
- Lince: 250

Occorre rilevare che secondo alcune fonti, gli esemplari di Pentajota costruiti sarebbero 2191 invece di 2033

#### Dieci anni difficili ai vertici della Lancia (1937-1947)
Alla scomparsa di Vincenzo, l'azienda passava nelle mani della moglie, Adele Miglietti, che assumeva la carica di Presidente, mentre la direzione generale passava momentaneamente nelle mani dell'ing. Manlio Gracco de Lay (già ai vertici dello staff dell'ufficio tecnico) coadiuvato dai più valenti collaboratori del patron scomparso (Ernesto Zorzoli per quello finanziario ed Oscar Ravà per il commerciale). Nel febbraio del 1938 arrivava, esule dall'Alfa Romeo, il celebre progettista Vittorio Jano, mentre il Ravà abbandonava il suo ruolo aziendale, dopo la promulgazione delle leggi razziali fasciste, in seguito costretto a riparare precipitosamente in Spagna.
Intanto la signora Adele, resasi conto di quanto l'azienda soffrisse per la mancanza di un vero “capo”, contattava Ugo Gobbato (di Volpago del Montello TV, amministratore delegato all'Alfa Romeo) e Gaudenzio Bono (alto dirigente alla Fiat), ma non riusciva a convincerli a lasciare le rispettive aziende. E così gli anni quaranta trascorsero con vorticosi mutamenti e continui cambi di ruolo ai vertici. Nel 1944 la carica di direttore generale venne affidata ad Arturo Lancia (un cugino di Vincenzo) che però morirà di lì a poco.
Finalmente, nel 1947, ormai ventitreenne entrava alla Lancia il figlio di Vincenzo, l'ingegner Gianni, che presto prenderà le redini della Lancia e che sarà l'artefice dell'ingresso “alla grande” della Casa nell'agone sportivo (e persino nella Formula Uno). Tutto questo però avverrà nel secondo dopoguerra.
Alla ripresa dell'attività produttiva, la Lancia si ritrova con due modelli di automobile da commercializzare: la piccola Ardea e la sorella maggiore Aprilia. La prima, pur contando già circa 6-7 anni di età (è stata lanciata alla fine del 1939), è di progettazione relativamente recente e quindi pare non si pongano, al momento, problemi di imminente pensionamento; l'Aprilia invece è nata qualche anno prima e in seno all'azienda si comincia seriamente a pensare al modello destinato a sostituirla, che sarà l'Aurelia.

### Il secondo dopoguerra: gli anni '50 e '60

#### L'Aurelia

Una delle prime Aurelia B10 esposta in un autosalone (1950)

Durante la guerra, Gianni Lancia comincia ad occuparsi dei progetti futuri della Casa che reca il suo nome. Convinto che la trazione anteriore non fosse l'ideale, forse (si dice) a causa di esperienze negative vissute al volante di una Traction Citroen, pensa di esplorare quella posteriore (o più correttamente centrale-posteriore): dopo qualche progetto datato 1944, nel 1948 viene realizzato un prototipo, denominato A10, munito di un motore ad 8 cilindri a V di 90º di circa 2 litri di cilindrata.

L'Aurelia B20 2 litri coupé seconda serie del 1952

Il progetto iniziale (febbraio 1945) prevede l'installazione del motore su una carrozzeria berlina a 4 porte ma il prototipo effettivamente costruito, con telaio tubolare, viene munito di carrozzeria coupé (realizzata dalla carrozzeria Ghia). Caratteristica singolare di questo coupé è anche costituita dall'abitacolo, che contempla tre posti anteriori (con il guidatore in posizione centrale).
Negli stessi anni del conflitto, i progettisti di Casa Lancia non stanno inattivi e, tra gli altri, vengono portati avanti studi ed esperimenti per la realizzazione di un propulsore a 6 cilindri disposti – come di consueto per la casa torinese - a “V”. Nel 1947 un motore (tipo 538) a 6 cilindri a V (45º) di 1569 cm³ viene installato su una Aprilia per i collaudi su strada. Nel 1948, Gianni Lancia, ormai direttore generale, rompe gli indugi: da una parte accantona l'idea di proseguire sulla strada del prototipo A10 a motore centrale-posteriore (perché ritenuto troppo costoso da costruire), dall'altra è convinto che il semplice “aggiornamento” dell'Aprilia non sia sufficiente al rilancio aziendale, per cui decide il varo di un modello completamente nuovo che rientri però nello schema Lancia classico. Nel frattempo la direzione tecnica è nelle mani di Jano, che, assieme a De Virgilio, costruisce un secondo propulsore sperimentale, sempre di 1569 cm³ ma con apertura di 50° (sarà il B10 primo tipo). Il motore definitivo viene realizzato nel 1949. L'angolo di apertura della “V” viene aumentato a 60° (un valore che garantisce un'ottima equilibrature del 6 cilindri) la cilindrata viene portata a cmc 1754,90, la potenza erogata è di 56 CV a 4.000 giri/minuto.

La berlina seconda serie Aurelia B12 (1954)

Nel biennio 1948-1949, naturalmente, vengono definite e studiate anche le altre componenti la nuova vettura, che assumerà l'armonioso nome di “Aurelia” (corrispondente a quello della più importante strada italiana) e che sarà caratterizzata dalla scocca portante, dalle sospensioni a 4 ruote indipendenti, dalla sistemazione al retrotreno del gruppo frizione-cambio-differenziale e, non ultimo, da una carrozzeria avente una linea assai sobria ed elegante, derivata da quella di una Aprilia carrozzata da Pininfarina nel periodo 1946-1948 ma ulteriormente ammodernata ed addolcita. La Aurelia viene presentata al pubblico al Salone dell'automobile di Torino che si apre il 4 maggio 1950: oltre alla berlina di serie (tipo B10) viene esposto l'autotelaio a pianale per i carrozzieri (tipo B50) e la versione Cabriolet dovuta a Pininfarina (realizzata appunto sulla base dell'autotelaio B50).

L'ultima serie della coupé B20 (1958)

Il 1951 è l'anno di nascita di un modello glorioso, destinato a passare alla storia come uno dei più significativi realizzati dalla casa torinese: stiamo parlando della Aurelia B20, una elegante coupé attribuita a Pininfarina che si distinguerà anche per la bontà delle prestazioni. La B20, nata con motore da due litri, diventa ancora più attraente a partire dal 1953, quando la cilindrata del motore viene portata a 2 litri e mezzo e le prestazioni aumentano ancora (la velocità massima, ad esempio, passa da 162 a 185 km all'ora). È proprio grazie a questo modello che Gianni Lancia può soddisfare uno dei suoi desideri, quello cioè di vedere le sue macchine impegnate nel mondo delle corse. L'attività agonistico-sportiva, iniziata sotto forma di semplice “assistenza” ai Clienti delle B20 desiderosi di misurarsi in corsa, si trasforma presto in partecipazione “ufficiale” alle gare più importanti.
Nel biennio 1951-1952 le B20 da 2 litri di cilindrata colgono affermazioni di rilevanza internazionale (tra cui, nel 1951, un 2º posto assoluto alla Mille Miglia e la vittoria di classe alla 24 ore di Le Mans e, l'anno successivo, la vittoria assoluta al Rallye del Sestriere ed alla dura Targa Florio nonché un primo posto di classe a Le Mans). Dal canto suo, a partire dal 1953 la B20 con motore da 2,5 litri ottiene successi a ripetizione, specialmente in ambito nazionale: tra le vittorie internazionali più clamorose va citata quella al Rallye di Montecarlo 1954.

La B24 spider esposta al Salone di Torino 1955

La produzione di serie dell'Aurelia prosegue: nel 1954 esce la berlina seconda serie con motore di 2,3 litri di cilindrata, una vettura che perde il piglio sportivo delle berline due litri prima serie B21 e B22, ma che si fa notare per l'accuratezza delle finiture e per la confortevolezza al punto da essere considerata, in quegli anni, la "ammiraglia" italiana. Anche la B20 coupé da 2 litri e mezzo subisce modifiche che la rendono meno "corsaiola".
Nel 1955 esce l'ultima versione Aurelia, lo spider B24 di Pininfarina, una delle macchine più belle nella storia dell'automobile: nata con l'intento (poi non realizzato) di sfondare il mercato degli Stati Uniti, la B24 Spider viene sostituita nel 1956 dalla meno spartana e più confortevole B24 Convertibile, resa celebre dal film Il sorpasso con Vittorio Gassman. La produzione della berlina seconda serie dura appena due anni (1954 e 1955) poi si arresta per far posto alla monumentale Flaminia (che viene immessa in commercio nella primavera del 1957) mentre coupé B20 e convertibile B24 rimangono a listino fino al 1959.

#### L'Appia

L'Appia prima serie uscita nel 1953

Dopo aver lanciato il modello Aurelia in sostituzione dell'Aprilia, l'ufficio progettazione dell'azienda torinese mette allo studio il modello destinato a rimpiazzare l'Ardea, che ormai comincia a sentire il peso degli anni. Sin dal progetto iniziale, la nuova vettura viene concepita con una linea molto somigliante a quella della sorella maggiore Aurelia, così come già era accaduto fra i modelli Ardea ed Aprilia, di cui la prima altro non era se non la riproduzione in scala ridotta della seconda. In sede sperimentale, il motore conserva la cilindrata, inferiore al litro, dell'Ardea, ma con una struttura diversa, con due alberi a camme nel basamento e testa in alluminio con sedi delle valvole riportate. Attraverso fasi intermedie si giunge, all'inizio del 1953, ai 1090 cm³ della cilindrata definitiva. La nuova vettura, battezzata Appia, viene presentata al Salone dell'automobile di Torino nel mese di aprile 1953: sua più diretta concorrente è la nuova Fiat 1100 modello 103, immessa sul mercato appena qualche settimana prima. La differenza di prezzo tra le due vetture è però quasi abissale (975.000 Lire la Fiat - addirittura 945.000 Lire nella versione "economica" - contro 1.331.500 Lire della neonata piccola Lancia). Un po' sorprendentemente - e malgrado la moda del tempo - non risulta che alcun carrozziere utilizzi gli organi meccanici di questa prima Appia per realizzare edizioni cosiddette "fuoriserie", ma la ragione è da ricercare nel fatto che la casa madre non mette in vendita il pianale privo di carrozzeria.

Le tre serie dell'Appia berlina

È della stessa Lancia, invece, l'iniziativa di produrre, a partire dal 1954, le versioni commerciali: il furgoncino, il camioncino e la autolettiga. Il successo di questa prima serie dell'Appia - costruita in appena 20.025 unità (berlina) - non si può definire eccezionale: la Fiat 1100-103 si dimostra davvero una concorrente troppo forte e in più i clienti lamentano imperfezioni nelle rifiniture ed anche qualche pecca nell'affidabilità, difetti difficilmente perdonabili ad una Lancia, proverbiale per l'elevata qualità dei suoi prodotti. Poi - e siamo al 1955 - sul mercato si affaccia la versione berlina della Alfa Romeo Giulietta, e in casa Lancia (che è in piena crisi anche dirigenziale) ci si rende conto che è necessario correre ai ripari e migliorare il prodotto, rendendolo più appetibile.
Un po' a sorpresa, nel marzo del 1956 la Lancia espone al Salone dell'automobile di Ginevra la seconda serie dell'Appia. Voluta dall'Ing. Antonio Fessia (entrato alla Lancia da poco), la nuova serie appare rinnovata nella carrozzeria (linea allungata, bagagliaio più pronunciato e capiente, pinne posteriori arrotondate) e un po' in tutti gli organi meccanici (sterzo, freni, cambio ma anche motore, la cui potenza massima sale da 38 a 43,5 CV fornendo prestazioni decisamente migliori (la velocità massima passa da 120 a 128 km orari, ma anche accelerazione e ripresa risentono in positivo delle modifiche). Sul fronte della affidabilità la casa fa tesoro delle esperienze dei primi tre anni e recupera il terreno perduto. La seconda serie dell'Appia è davvero una macchina riuscita, elegante e raffinata. Quanto alla robustezza, basta ricordare la prova di resistenza effettuata dalla nota rivista "Quattroruote" nel 1957 (oltre 160.000 chilometri percorsi senza che la vettura accusasse avarie). La "seconda serie" Appia viene commercializzata sino al febbraio del 1959, poi cede il passo alla "terza serie".

L'Appia convertibile 2 posti di Vignale (1957)

L'Appia coupé 2+2 di Pininfarina (1957)

Una delle prime Appia Zagato (1957-1958)

Nel 1956, subito dopo il lancio della seconda serie, tredici pianali vengono messi a disposizione dei carrozzieri italiani: mentre alcuni modellano delle normali "fuoriserie", altri realizzano versioni che, pochi mesi dopo, entrano a far parte del listino ufficiale Lancia e prodotte in serie, sia pur limitata. Questi pianali montano quasi subito un motore potenziato (53 CV in luogo di 43,5): è il caso della coupé di Pininfarina e della cabriolet ("convertibile" nella definizione ufficiale) di Vignale (commercializzate dal maggio 1957) ma anche della più sportiva berlinetta dovuta allo specialista milanese Zagato che, dopo un certo numero di unità destinate soprattutto ai clienti sportivi desiderosi di cimentarsi nelle competizioni, alla fine del 1958 partorisce la bella GTE (Gran Turismo Esportazione), la cui profilata carrozzeria si distingue anche per la carenatura dei fari.
Nel marzo del 1959, sempre in occasione del Salone di Ginevra, viene lanciata una nuova "serie" di Appia, la terza, che si differenzia dalla precedente soprattutto per la carrozzeria ed in particolare per il nuovo frontale che, abbandonata la classica mascherina a scudetto che ha caratterizzato per anni la produzione Lancia, assume una forma trapezoidale simile a quella della sontuosa Flaminia, l'ammiraglia della casa torinese, lanciata nel 1957. Naturalmente anche la parte meccanica viene aggiornata, la potenza arriva a 48 CV e, pochi mesi dopo l'uscita, viene adottato il doppio circuito frenante (un notevole passo avanti per quanto concerne la sicurezza attiva). La carrozzeria però non convince tutti per la sua disarmonia, dovuta alla coabitazione tra linee arrotondate e linee più tese e squadrate.
In concomitanza con il lancio della terza serie (marzo 1959) le derivate subiscono solo piccoli aggiornamenti. L'abitabilità dello spider di Vignale, intanto, passa da due a quattro posti e di conseguenza la vettura venne definita con il più appropriato termine "convertibile". La schiera delle versioni speciali si arricchisce con la "Lusso" (una quattroposti due porte molto ben rifinita dovuta ancora a Vignale uscita alla fine del 1958 ma in pratica venduta per un solo anno, il 1960) e con la Giardinetta (la "station wagon" dell'epoca) dovuta a Viotti (uno specialista del settore), esposta come novità al Salone dell'automobile di Torino nell'autunno 1959 e messa in commercio dal febbraio del 1960. L'ultima novità Appia è merito di Zagato che, nel 1961, lancia la versione "Sport" a passo accorciato, più rastremata, più maneggevole e più leggera.
Nel 1961 la domanda di Appia inizia ad affievolirsi, nel 1962 il calo delle vendite si accentua: d'altro canto gli anni cominciano a farsi sentire e la concorrenza - che ora proviene anche dall'estero in virtù della graduale liberalizzazione dei mercati - è agguerrita.
L'erede dell'Appia è però alle porte: nel mese di aprile 1963 esce infatti la "Fulvia", una "tutto avanti" destinata a far strada, soprattutto nella leggiadra versione "coupé". L'ultima Appia lascia la fabbrica il 27 aprile 1963: è la 103.161ª (98.000 berlina e 5.161 derivate). In realtà il totale di "Appia" costruite, includendo anche i 3.863 veicoli commerciali, è di 107.024 unità, il modello Lancia finora prodotto nel maggior numero di esemplari e l'unico a superare la soglia dei 100.000 pezzi.
Benché gli acquirenti dell'Appia fossero tendenzialmente orientati più al comfort ed al lusso piuttosto che alle prestazioni velocistiche, non sono mancate presenze di vetture Appia nelle competizioni. Sarebbe infatti ingeneroso non ricordare i successi ottenuti in corsa - per quasi un decennio - dalle Appia carrozzate ed elaborate da Zagato. Nella sua classe (1150 cm³ della categoria Gran Turismo) l'Appia Zagato fa la parte del leone, consentendo ai suoi piloti (tra i quali va citato Cesare Fiorio) di conquistare ben 9 Campionati italiani, tra il 1959 e il 1965. Il propulsore "Appia" verrà anche utilizzato da alcuni piccoli costruttori-artigiani italiani per le monoposto di Formula Junior: quella costruita da Angelo Dagrada ottiene - con Giancarlo Baghetti - i risultati migliori (4º posto nella graduatoria del Campionato 1960).

#### La Lancia si getta nel mondo delle grandi corse internazionali

La D23 di Taruffi al via della Coppa delle Dolomiti 1953

Non pago dei pur eccellenti risultati ottenuti con le B20, Gianni Lancia, contando anche sull'esperienza e sulla capacità del suo più celebre progettista, Vittorio Jano, intende fare un salto di qualità e partecipare con una “vera” macchina da competizione alle gare di maggior rilevanza, anche per misurarsi nel Campionato Internazionale Vetture Sport che viene varato nel 1953. Viene così messa in cantiere la berlinetta D20 da 3 litri, che esordisce proprio nel 1953 alla Mille Miglia (dove ottiene uno splendido terzo posto) e che si aggiudica, nello stesso anno, la Targa Florio.

La D24 di Fangio al via della terza tappa della Carrera Messicana 1953

Appare subito evidente che la D20 non può che rappresentare una sorta di trampolino di lancio sperimentale, trattandosi di un modello con potenza non sufficiente a contrastare le marche più blasonate (Ferrari in primis) e già nella primavera del 1953, Gianni Lancia ritiene imprescindibile far trasformare la sua “arma” da coupé in spider, per risparmiare in peso ed incrementare le doti di agilità. L'esordio delle prime due D23 (modello che in definitiva altro non è se non una D20 privata del padiglione) avviene a Monza il 29 giugno 1953, due giorni appena dopo la loro targatura, ma ottengono soltanto due piazze d'onore nelle due “manches” in cui si articola la gara monzese. Ma la D23 non porta a casa risultati di rilievo, anche perché è ben presto posta in pensione, soppiantata dalla nuova più moderna D24.
La D24, universalmente giudicata come una tra le più belle vetture da corsa del periodo (e di sempre), si presenta con una livrea di tutto rispetto, una linea slanciata ed armoniosa che migliora l'estetica già apprezzabile della D23 e che naturalmente è sempre dovuta alla matita del “maestro” tra i carrozzieri dell'epoca, Pininfarina. La D24, che raggiungerà fama internazionale dopo la strepitosa vittoria alla Carrera Panamericana nel novembre 1953 (che le meriterà la denominazione di Lancia D24 Carrera), calcherà la scena fino al termine della stagione 1954 ottenendo parecchie affermazioni di prestigio (Mille Miglia, Targa Florio, Giro di Sicilia, eccetera) e verrà anche equipaggiata – nelle ultime uscite – dal motore da 3,7 litri costruito per la macchina destinata a sostituire la D24, ovvero la D25. Tra la fine del 1953 ed i primi mesi del 1954 la Lancia, constatato che la potenza delle D24 da 3,3 litri è insufficiente a fronteggiare la concorrenza, mette allo studio un motore di maggior cilindrata (3,7 litri) - denominato D25 - che, montato su una D24, debutta senza troppa fortuna il 27 giugno 1954 al Gran Premio di Porto.

L'ultima D25 realizzata nel 1955 ed ora conservata nel Museo Lancia

Questo progetto non procede con le necessarie rapidità e determinazione in quanto il secondo semestre del 1954 è caratterizzato da una buona dose di incertezza circa la futura attività sportiva della casa torinese, che alla fine decide di abbandonare il settore delle macchine sport. Nel frattempo, però, si sta attuando il progetto per realizzare il bolide (denominato D50) destinato a correre nella massima formula, la Formula Uno.
Vittorio Jano termina la progettazione esecutiva nel settembre 1953. Il problema piloti è presto risolto, dal momento che Gianni Lancia riesce a convincere della bontà del progetto due nomi altisonanti: Alberto Ascari e Luigi Villoresi.

La monoposto D50 di Formula Uno del 1954 ora conservata al Museo dell'Automobile di Torino

La monoposto della casa torinese fa la sua prima uscita il 20 febbraio 1954: la caratteristica più saliente del nuovo bolide risiede nella sistemazione dei serbatoi del carburante, collocati, uno per lato, a sbalzo del corpo della vettura, tra le ruote anteriori e quelle posteriori. Il motore, ad alimentazione atmosferica, è un 8 cilindri a V di 90° da 2,5 litri di cilindrata, limite fissato dal regolamento della Formula Uno in vigore dal 1º gennaio 1954. Le sospensioni sono a ruote indipendenti all'avantreno, a ponte De Dion al retrotreno. Il gruppo frizione/cambio/differenziale è al retrotreno. Il cambio, disposto trasversalmente, è a 5 rapporti. La gestazione della D50 è però lunga e travagliata. La prima uscita reca la data del 20 febbraio 1954 ma il debutto, inizialmente previsto per il 20 giugno (Gran Premio di Francia), viene via via rimandato ed avverrà con quattro mesi di ritardo, il 24 ottobre, a Barcellona (Gran Premio di Spagna). Dopo il GP di Spagna dell'ottobre 1954, nel 1955 le D50 disputano, con alterna fortuna, altri 5 Gran Premi (Argentina, Torino, Pau, Napoli, Monaco) poi, dopo la morte del pilota di punta Ascari la Lancia annuncia la sospensione dell'attività agonistica, evento che avviene pressoché in contemporanea con l'abdicazione di Gianni Lancia. Il 26 luglio, in virtù di un accordo a tre (Lancia, Fiat e Ferrari), sei monoposto D50 complete (più due scocche, parti di ricambio ed altro materiale) vengono cedute gratuitamente alla Ferrari. L'anno successivo - 1956 - le D50, che ormai vengono identificate come Ferrari-Lancia, subiscono modifiche non solo marginali e si aggiudicano il Campionato Mondiale di Formula Uno 1956, grazie anche all'apporto del super-campione del momento, l'argentino Juan Manuel Fangio.

#### La famiglia Lancia cede l'azienda
Sotto il profilo aziendale, il 1954 è per la Lancia, un anno difficile: le vendite dell'Aurelia (malgrado il lancio della seconda serie berlina) procedono a rilento, mentre quelle della più recente Appia non raggiungono i numeri sperati, segno evidente che i successi delle D23 e D24 in campo internazionale non hanno aiutato ad incrementare i volumi di vendita delle vetture di serie, e Gianni Lancia, già alle prese con le problematiche legate alla D50 di Formula Uno, comincia a pensare seriamente all'ipotesi di cedere le proprie azioni.
Il 22 maggio 1955, a Montecarlo, Ascari finisce in mare con la sua D50, poi, appena 4 giorni dopo, il fatale incidente: Eugenio Castellotti (impegnato con la Lancia soltanto per la Formula Uno) sta provando una Ferrari sport da 3 litri, del tipo 750S. Lo raggiunge Alberto Ascari, invitato telefonicamente dallo stesso Eugenio ad assistere a questi test. Con Alberto è anche l'amico e “collega” di sempre Luigi Villoresi. Inaspettatamente, Ascari (che è partito da casa per un semplice incontro tra amici, come conferma il fatto che addirittura indossa la cravatta) chiede di poter effettuare un paio di giri. Nessuno ha il coraggio di negare ad Ascari questo “capriccio” - benché la macchina appartenga ad una scuderia avversaria - e lo stesso Castellotti cede momentaneamente il suo casco al bi-campione del mondo. Ascari sale in macchina, compie un primo giro d'assaggio, poi si lancia in velocità. Alla curva del vialone, apparentemente senza una ragione precisa, sbanda e vola fuori dalla pista. La macchina finisce la sua corsa, a ruote all'aria, tra il verde e gli alberi del parco. Ascari è proiettato fuori dalla vettura e muore praticamente sul colpo. La verità su questo tragico incidente non si saprà mai, anche se l'ipotesi più accreditata parla di due operai che hanno attraversato imprudentemente la pista qualche attimo prima del sopraggiungere di Alberto, che avrebbe frenato e sterzato violentemente per non investirli, innescando la paurosa e fatale sbandata.
L'annuncio che segue alla morte di Ascari, pur scarno, anticipa "tutto" ciò che sta accadendo in casa Lancia. "La scuderia Lancia, in seguito alla morte del suo capitano, Alberto Ascari, ha deciso di sospendere la sua attività agonistica. Il pilota Eugenio Castellotti ha richiesto di poter partecipare, a titolo personale, al Gran Premio del Belgio a Spa, e l'ing. Gianni Lancia, prima di imbarcarsi per l'America, gli ha concesso vettura ed assistenza". Vengono dunque annunciate: la morte del pilota di punta (Ascari), la sospensione dell'attività agonistica, l'autorizzazione a Castellotti e la partenza per il Sud America dell'ing. Gianni Lancia, un viaggio che sancisce la conclusione dell'avventura dell'ingegnere in seno alla casa che reca il suo nome. In quegli stessi giorni, infatti, l'imprenditore bergamasco del calcestruzzo Carlo Pesenti sta trattando per rilevare la maggioranza azionaria Lancia e pare pretenda da Adele Lancia, che al momento mantiene la Presidenza, l'allontanamento del figlio Gianni. Il passaggio dell'intera proprietà a Pesenti si completerà nel 1958, ma nel frattempo la famiglia Lancia è di fatto estromessa da qualsiasi posizione di potere. Pur non essendo quasi mai riuscita ad accumulare utili in quel periodo, la Lancia poté sfornare comunque molte automobili eleganti e tecnicamente raffinate, riconoscendo il merito di "mecenatismo industriale" alla proprietà Pesenti.

#### I veicoli industriali del dopoguerra

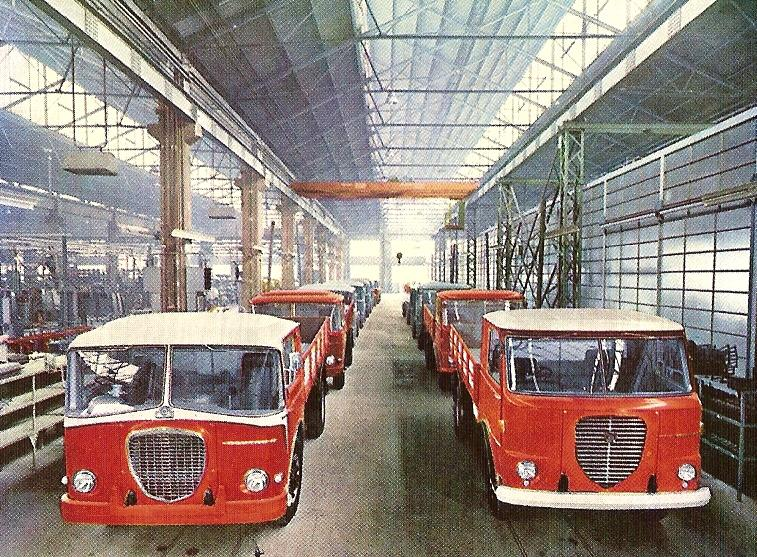
Autocarri Esatau 503 e Esadelta 401

Anche nel secondo dopoguerra, la gamma dei veicoli costruiti e venduti dalla casa automobilistica Lancia comprenderà accanto alle autovetture, anche quella dei veicoli industriali (autocarri, autobus e filobus). Apprezzati per le caratteristiche tecniche, oltre che per un'estetica davvero accattivante. In particolar modo, tra la fine degli anni '50 ed i primi anni '60, in concomitanza con un periodo di rinascita economico industriale per l'Italia, l'azienda si concentra in una vasta operazione di rinnovo e sviluppo della produzione dei suoi camion, compresi i modelli stradali medi e pesanti, come gli Esadelta, gli Esatau e gli Esagamma, veri concorrenti lussuosi dei vari Alfa Romeo, Fiat V.I. e OM. Ma oltre alla costruzione degli autocarri, in questo periodo si intensificano le produzioni degli autobus e dei filobus, che verranno prevalentemente acquistati da varie aziende del trasporto pubblico locale, sia estere che italiane. Fra queste, spiccano i nomi dell'ATM di Milano, dell'ATAC di Roma e dell'ATAN di Napoli. Inoltre, sul finire degli anni cinquanta, la casa torinese rafforza pure la sua presenza nel settore dei veicoli commerciali, che con la presentazione del furgone Lancia Jolly nella primavera del 1959 (sostituito in seguito dal modello Super Jolly), assumono una configurazione sempre più idonea anche per l'utilizzo in ambito industriale.

#### Le tre "F": Flaminia, Flavia e Fulvia
Nonostante le vicissitudini legate alla cessione dell'azienda, tra la seconda metà degli anni '50 e la prima metà degli anni '60, la casa torinese presenta una gamma di automobili sempre più all'avanguardia, sia in termini di tecnologia che di prestazioni. Nel 1957, infatti, dopo un sapiente lavoro di progettazione operato dai tecnici dello stabilimento di Borgo san Paolo, verrà presentata al pubblico la Flaminia, un'ammiraglia dalle dimensioni considerevoli (4,85 m di lunghezza per 175 cm di larghezza), che trae la sua impronta stilistica dalla concept Florida, realizzata in quegli anni per la Lancia, dalla carrozzeria Pininfarina. Pensata per sostituire l'Aurelia, la Flaminia adotta sin dagli inizi soluzioni costruttive di notevole interesse: "ammortizzatori del tipo telescopico, motore quattro tempi 6 cilindri a V di 60º e trazione rigorosamente posteriore". Ma nel corso della sua lunga carriera durata ben tredici anni è destinata a ricevere rilevanti interventi di aggiornamento, come l'aumento di cilindrata da 2500 a 2800 cm³ e l'introduzione dei freni a disco in sostituzione di quelli a tamburo. In più, accanto alla versione berlina, nascono una serie di modelli derivati: coupé, GT coupé, GT convertibile, Sport Zagato e le celebri presidenziali, commissionate nel marzo del 1960 dall'allora capo dello stato italiano Giovanni Gronchi. Queste ultime, costruite nel corso del 1961 in quattro esemplari con la collaborazione della Pininfarina, vennero ribattezzate dalla Lancia con l'appellativo di Flaminia 335 Pininfarina Cabriolet Landaulet; ed oltre ad essere a disposizione delle più alte cariche dello stato (tuttora due Flaminia presidenziali sono usate come automobili da parata dal Presidente della Repubblica Italiana), furono utilizzate dalla Regina Elisabetta II d'Inghilterra e da Papa Giovanni XXIII. Ad oggi, per via delle linee eleganti della carrozzeria (a quei tempi disponibile anche nelle suggestive vesti bicolore) e della raffinatezza degli interni, la Flaminia è ritenuta dagli appassionati come una delle migliori berline di alta gamma prodotte dalla Lancia.

Lancia Flavia II serie del 1968

Con il definitivo passaggio dell'azienda sotto la proprietà del finanziere Carlo Pesenti, nell'ottica di incrementare le vendite della Lancia in ambito automobilistico, si volle creare un modello a metà strada tra la più piccola Appia e la grande Flaminia. Quest'ultima, infatti, per via delle dimensioni e dei prezzi poco accessibili si rivolgeva sostanzialmente ad un mercato di nicchia; mentre la Appia, che era l'unica capace di fare grandi numeri, iniziava a sentire il peso degli anni. Così, nel 1960 venne presentata la Flavia, una vettura disegnata da Piero Castagnero e sviluppata sfruttando gli studi dell'Ing. Antonio Fessia, responsabile della progettazione Lancia fra il 1955 e il 1968. Equipaggiata con un inedito motore boxer 4 cilindri raffreddato ad acqua, questa berlina fu la prima autovettura italiana di serie a trazione anteriore, e rimase in produzione fino al 1970, per poi lasciare il posto alla 2000, che fu l'ultima automobile integralmente progettata dalla Lancia prima del passaggio del marchio alla gestione Fiat. Come nel caso della Flaminia, anche con la Flavia furono allestite delle versioni speciali, frutto della collaborazione della Lancia con i migliori carrozzieri italiani dell'epoca. Al salone dell'automobile di Torino del 1961 venne svelata la coupé, opera della Pininfarina. Mentre nel 1962 fu la volta della sport di Zagato e della convertibile Vignale realizzata da Giovanni Michelotti.
Negli anni in cui nacquero Flaminia e Flavia, la motorizzazione del paese e il boom economico italiano, permisero un aumento delle vendite di automobili sia in Italia che all'estero. Ma lo stabilimento Lancia di Borgo San Paolo, ormai attorniato dall'espansione urbana della città di Torino, non aveva la possibilità di essere ampliato. Per questo motivo, nel 1963 venne inaugurato a Chivasso un nuovo e moderno impianto, capace di rispondere alle crescenti esigenze produttive dell'azienda. E dalle catene di montaggio di Chivasso uscirà la sostituta della Appia, ovvero la Fulvia. Una berlinetta tre volumi dalla carrozzeria semplice e squadrata, spinta da un motore quattro cilindri a V stretta di 12º, in grado di offrire al guidatore una buona dote di comfort e una notevole affidabilità nella tenuta di strada; caratteristiche che saranno rese celebri nel 1966, quando una Fulvia prenderà parte ad una spedizione che la porterà fino a Capo Nord, in occasione di una impresa atta a celebrare i sessant'anni di fondazione della casa torinese. Comunque, la Fulvia non sarà prodotta nella sola versione berlina, perché da questa vettura saranno tratte nel 1965, due modelli sportivi di notevole rilevanza stilistica: “la sport Zagato di Ercole Spada (costruita nel nuovo sito produttivo della carrozzeria milanese a Terrazzano di Rho) e l'esclusiva variante coupé di Piero Castagnero”. Quest'ultima, ancora oggi considerata come una icona intramontabile dell'automobilismo italiano, poiché oltre a rimanere in vendita sino al 1976 con ottimi risultati dal punto di vista commerciale, fu un'auto dal grandissimo successo sportivo, gareggiando in moltissimi rally memorabili a cavallo fra gli anni sessanta e settanta, grazie alla realizzazione delle indimenticabili versioni HF. Con una delle quali la Lancia ebbe l'onore di conquistare il titolo di campionato internazionale costruttori nel 1972.

### La Lancia tra gli anni '70 e '90

#### L'Ingresso nella galassia FIAT

Logo Lancia usato dal 1978 al 2007

Impossibilitata ad investire ingenti risorse economiche per lo sviluppo di nuovi modelli tecnologicamente competitivi, nel 1969 la famiglia Pesenti cedette la marca a prezzo simbolico al gigante torinese, che in quel periodo rilevò pure i marchi Autobianchi e Ferrari. Sotto la nuova proprietà, l'azienda venne così sottoposta a un piano di ristrutturazione aziendale, con l'obiettivo di abbattere i costi di gestione societari e di avviare una politica volta ad acquisire nuove fette di mercato nei principali paesi di commercializzazione del marchio. Per questo motivo, si decise di chiudere definitivamente la divisione Lancia veicoli industriali, per concentrare tutte le energie nella sola progettazione dei futuri modelli di automobile.
In tal modo, a inaugurare il nuovo corso industriale intrapreso dalla Lancia, sarà una due volumi dal design firmato dalla sapiente mano di Gianpaolo Boano, la Beta. Presentata in occasione del salone dell'automobile di Torino sul finire del 1972, la nuova vettura contraddistinta da una buona abitabilità e da motorizzazioni di origine Fiat, avrà il compito di sostituire a listino l'ormai anziana Fulvia berlina. E, allo stesso tempo, la funzione di rilanciare la produttività nello stabilimento Lancia di Chivasso. Esportata in alcuni esemplari persino nel mercato statunitense, la Beta berlina sarà affiancata in seguito da una lunga serie di versioni derivate: “coupé, decappottabile, fastback HPE e Beta Trevi”; con le quali si cercherà di aumentare presso il pubblico l'offerta del marchio.

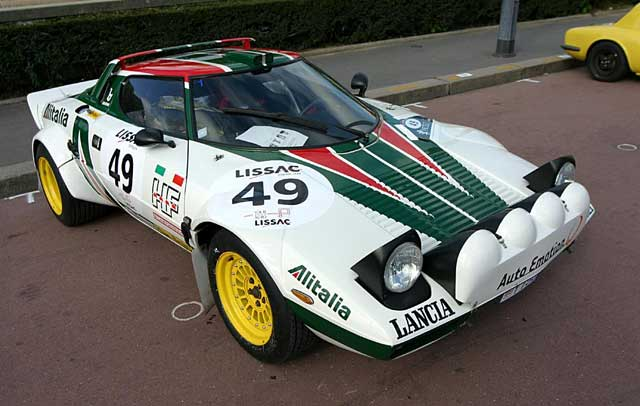
La Lancia Stratos

Tuttavia, accanto alla Beta e alle derivate, nel 1976 farà il suo esordio la Gamma, un'ammiraglia destinata a riportare la casa torinese nell'orbita del lusso; dopo che la Flaminia era uscita di produzione da ormai diversi anni, senza mai ricevere eredi. Realizzata in collaborazione con la carrozzeria Pininfarina, che svilupperà pure una interessante variante coupé della Gamma, la nuova berlina dominata da una coda del tipo fastback non riuscirà ad ottenere però il successo sperato. Complici, una linea troppo originale e la mancanza di alcune raffinatezze costruttive tipicamente Lancia (carenze già riscontrabili nella sorella minore Beta), alle quali bisogna aggiungere la presenza di svariate anomalie progettuali (soprattutto negli esemplari della prima serie), che pesarono notevolmente su un modello nato ormai vecchio; visto e considerato che gli studi, avviati quando era ancora attivo l'accordo par.de.vi tra la FIAT e il costruttore francese Citroën, avevano subito un lungo e complicato processo di gestazione.
Comunque, con il passaggio di gestione, l'immagine della marca continuò ad essere legata al mondo delle corse. Durante gli anni settanta - ottanta nasceranno infatti svariate automobili da competizione, come la Beta Montecarlo Turbo e soprattutto la Stratos, una straordinaria macchina da rally con motore 6 cilindri Ferrari-Dino, campione del mondo nelle stagioni 1974, 1975, 1976 e vero oggetto di culto tra gli appassionati. Ma il vero jolly commerciale arriverà nel 1979, con la presentazione al pubblico della compatta Lancia Delta. Una vettura disegnata da Giorgetto Giugiaro sfruttando la base meccanica della Fiat Ritmo, che venne ampiamente rimaneggiata dallo staff tecnico indipendente dell'allora ancora esistente Lancia Spa. Vincitrice dell'ambito premio automobilistico auto dell'anno nel 1980, la Delta andò a rimpiazzare nelle vendite la Fulvia coupé e fu la prima autovettura ad avere a quei tempi la convergenza regolabile su tutte e quattro le ruote; dato che adottava, anche per il retrotreno, un sistema di sospensioni progettato dall'Ing. Sergio Camuffo, notevole evoluzione del Mc Pherson. Essa ottenne sin dagli inizi un successo clamoroso (tant'è che alcuni esemplari furono venduti col marchio Saab, ed anche in dotazione alla polizia svedese), rimanendo in produzione per ben quattordici anni, con varie versioni sportive a trasmissione integrale (fra cui le S4 e le 4WD) che fecero incetta di titoli mondiali rally: sei consecutivi dal 1987 al 1992.

#### Dalla Prisma alla Dedra
Grazie al debutto della Delta, si profilò per la casa automobilistica torinese un periodo di forte espansione commerciale e d'immagine del marchio, che accompagnato dalla nascita dei futuri modelli, permise alla Lancia di rientrare in pochi anni fra i primi quindici costruttori in Europa, allorché l'intero Gruppo Fiat occupava il primo posto davanti a Volkswagen. Difatti, all'inizio degli anni ottanta venne presentata la Prisma, una tre volumi di classe media chiamata a sostituire la Trevi (che rimarrà comunque a listino sino al 1984) e la Beta berlina (uscita di produzione da poco tempo). Indirizzata prevalentemente a una clientela alla ricerca di un'auto capace di coniugare il concetto di sportività con quello di eleganza, la nuova vettura sviluppata sfruttando il pianale e la base meccanica della Delta, si rivelerà subito un modello di successo. Ma sarà anche la prima automobile della Lancia a proporre, accanto alle tradizionali motorizzazioni Fiat benzina bialbero, un propulsore 1.9 a gasolio, disponibile in versioni aspirata e turbo da 65 e 80 cv. In più, la nuova media disporrà di un valido assortimento di accessori, tra i quali l'impianto per l'aria condizionata e il check control, un dispositivo elettronico che permette di visualizzare una serie di funzioni fondamentali, oltre a segnalare le eventuali anomalie, come il malfunzionamento dell'impianto elettrico, la mancanza d'olio o del liquido di raffreddamento.

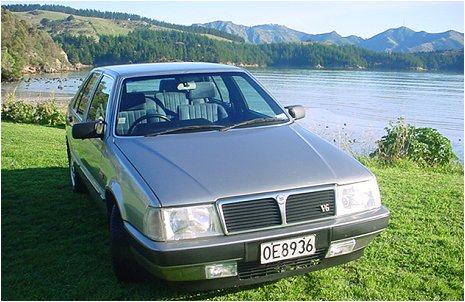
Vista del frontale di una Thema V6

La vera novità nel panorama Lancia sarà proposta al pubblico nel 1984, quando al salone dell'automobile di Torino verrà svelata la nuova ammiraglia, ovvero la Thema. Disegnata da Giorgetto Giugiaro e costruita sulla base di un pianale comune ai modelli: Saab 9000, Fiat Croma e Alfa Romeo 164 al fine di contenere i costi del progetto; la nuova berlina fortemente voluta dall'Ing. Vittorio Ghidella si dimostrerà all'altezza delle aspettative, restituendo al marchio quel primato di eccellenza sia nelle qualità costruttive che nei contenuti tecnologici. Tanto da spingere l'azienda a commercializzare, pochi anni più tardi, pure una interessante variante SW della stessa; quest'ultima frutto perlopiù di uno studio condotto dalla carrozzeria Pininfarina. Eppure, degne di nota per quei tempi, furono altresì le versioni speciali della Thema, come la 8.32 Thema-Ferrari (vero connubio di eleganza e sportività fra due marchi prestigiosi e simbolo del Made in Italy) e le Limousine, allestite in pochissimi esemplari su ordinazione, all'interno del reparto officina boutique dello storico stabilimento Lancia di Borgo san Paolo, essenzialmente per aziende e personalità illustri dell'epoca; tra le quali l'Avv. Gianni Agnelli e alcuni Presidenti della Repubblica Italiana.
E dopo la Delta, la Prisma e la Thema, nel 1985 si accosterà in gamma un'ulteriore novità, che sarà messa in vendita poco dopo l'anteprima al salone dell'automobile di Ginevra, la Y10. Una piccola e pratica tre porte, molto apprezzata dal pubblico femminile, con cui la Lancia entrerà per la prima volta nella sua storia, nel settore delle city car. Anche se il modello, sarà venduto in Francia, Giappone e Italia con il marchio Autobianchi.
Poi, nel corso del 1989 farà il suo debutto la Dedra, una tre volumi progettata in collaborazione con l'I.De.A Institute, dalle linee particolarmente eleganti e perfettamente aerodinamiche. Con un obbiettivo davvero difficile, cioè quello di rimpiazzare nel breve termine la Prisma, cercando di proporsi sui mercati sotto un cosiddetto ruolo di vice ammiraglia; in modo da incontrare i gusti di coloro che volevano un'autovettura simile alla Thema, ma a prezzi e dimensioni più contenute. Tant'è vero che i tecnici, oltre a dare quel tono di rappresentanza al corpo esterno della vettura, cercarono di lavorare molto sullo studio degli interni, curati nei minimi dettagli e con contenuti di buona qualità, visto che l'auto poteva vantare un vasto assortimento di optional, come il computer di viaggio, i sedili anteriori a regolazione elettrica, il climatizzatore automatico e le tendine parasole riavvolgibili sul lunotto posteriore.

#### Il crollo delle vendite
Se gli anni ottanta furono per la casa automobilistica Lancia un fiorire di successi, non altrettanto lo furono gli anni novanta. Dopo il lancio della Dedra, che fu un'automobile dal brillante successo commerciale (tant'è che a partire dal 1994 sarà affiancata dalla variante SW), le vendite della casa torinese iniziarono a diminuire sensibilmente. A determinare questa crisi vi furono alla base diversi aspetti: in primis la concorrenza straniera sempre più agguerrita, ma anche l'uscita della Lancia dal mondo delle corse provocò delusione e un certo dispiacere tra i fedeli del marchio. In più, sempre in quel periodo, venne chiuso e venduto alla carrozzeria Maggiora lo stabilimento Lancia di Chivasso, arrecando così un ulteriore danno d'immagine per quella che per tutti ormai era divenuta la casa di Chivasso. Testimoni di questa crisi della casa torinese furono il debutto della seconda generazione della Delta, che non riuscì ad eguagliare il successo commerciale della prima serie (seppur venduta in diverse unità e prodotta nella variante tre porte, il progetto nasceva ormai vecchio) e quello della berlina d'alta gamma Lancia K (dalla quale verranno tratte in seguito le varianti: coupé, Limousine e SW), che chiamata a svolgere un compito assai difficile, quale quello di accogliere l'eredità della Thema, fece registrare risultati al di sotto delle aspettative (in modo particolare al di fuori del mercato italiano), nonostante i forti investimenti messi in campo dal Gruppo Fiat per quanto concerne le campagne pubblicitarie. La nuova ammiraglia, infatti, pur essendo dotata di buoni equipaggiamenti fu accusata di non possedere certe soluzioni e qualità tecnologiche di altri modelli concorrenti nel segmento. Ma anche di non avere, accanto a quello spiccato tono di eleganza, quelle doti sportive che tanto avevano reso celebre il marchio all'estero tra i decenni settanta – ottanta. Comunque, nonostante le difficoltà, la Lancia riuscì in questo periodo ad entrare nel mercato delle grandi monovolume; grazie all'accordo col gruppo PSA commercializzò a partire dal 1995 il Lancia Z, e riuscì a mantenere ottimi livelli di vendite nel settore delle city car con la Lancia Y, prodotta dal 1995 al 2003.

### La Lancia dagli anni duemila

#### Il tentativo di rilancio

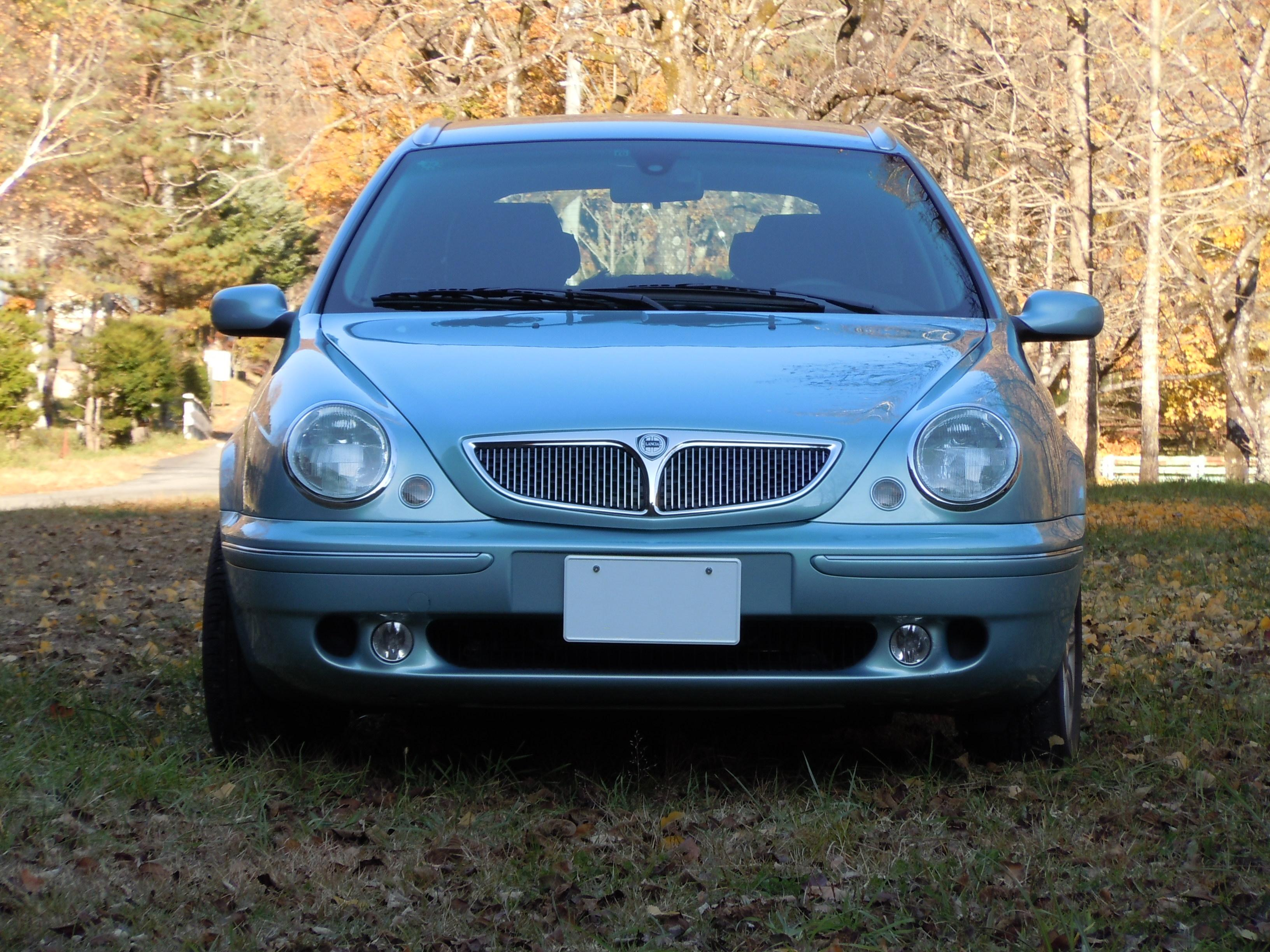
Veduta frontale di una Lancia Lybra

Alla vigilia del nuovo millennio il Gruppo Fiat venne travolto da una grave crisi commerciale, finanziaria e tecnologica, che mutò profondamente le ipotesi legate a un rilancio del marchio Lancia; già dalla metà degli anni novanta alle prese con una sempre più crescente crisi di immagine e di mercato, rispetto alla quale i vertici Fiat nutrivano da tempo delle aspettative che ne avrebbero permesso una sua rinascita all'insegna del comfort e dell'eleganza. Tuttavia, nell'ottica di una visione connessa alla riduzione dei costi, nonché a una auspicata riorganizzazione della produzione per marchi, l'allora dirigenza del Gruppo scelse di intraprendere la strategia di rinviare alcuni progetti Lancia a tempi migliori; con il conseguente stop a una sostituta della Delta, che di fatto determinerà il quasi definitivo tramonto della vocazione sportiva della casa (consegnando il testimone delle automobili sportive alla rivale del gruppo; l'Alfa Romeo), in favore di una concezione più classica e tradizionale da applicare all'erede della Dedra; che al di là della veneranda età del progetto, si poteva ancora considerare a tutti gli effetti una ricca fonte di mercato per la casa torinese nell'ottica delle grandi auto. Così, nel 1999 venne lanciata la Lybra, disponibile sin da subito nelle declinazioni berlina e SW; che con linee austere ed attente a richiami Lancia del passato fece registrare nel primo periodo di commercializzazione un interessante andamento nelle vendite (in modo particolare come vettura aziendale), per poi finire dimenticata dalla clientela a causa di un mancato aggiornamento stilistico e tecnologico, che ne avrebbe prolungato sicuramente la carriera.
Poi, nel 2002, fecero il loro esordio la monovolume Phedra (lussuosa erede della Lancia Z nonché cugina della Fiat Ulysse) e la Thesis, ovvero un'ammiraglia con grandi ambizioni stilistiche, finiture di qualità e ottime motorizzazioni (come il 2.4 JTD a gasolio da 150 CV e il 3.0 V6 215 CV di origine Alfa Romeo Busso) che, sviluppata a partire da un pianale inedito derivato dalla concept car Dialogos, fece registrare una fredda accoglienza da parte del pubblico, pur restando a listino sino all'estate del 2009, principalmente per via di una linea considerata troppo voluminosa e in totale stile rétro; che ad ogni modo si rivelò vincente sotto il profilo della rappresentanza, visto e considerato che l'auto fu tra le più utilizzate dagli esponenti delle istituzioni dello Stato Italiano, come il Presidente della Repubblica Giorgio Napolitano.

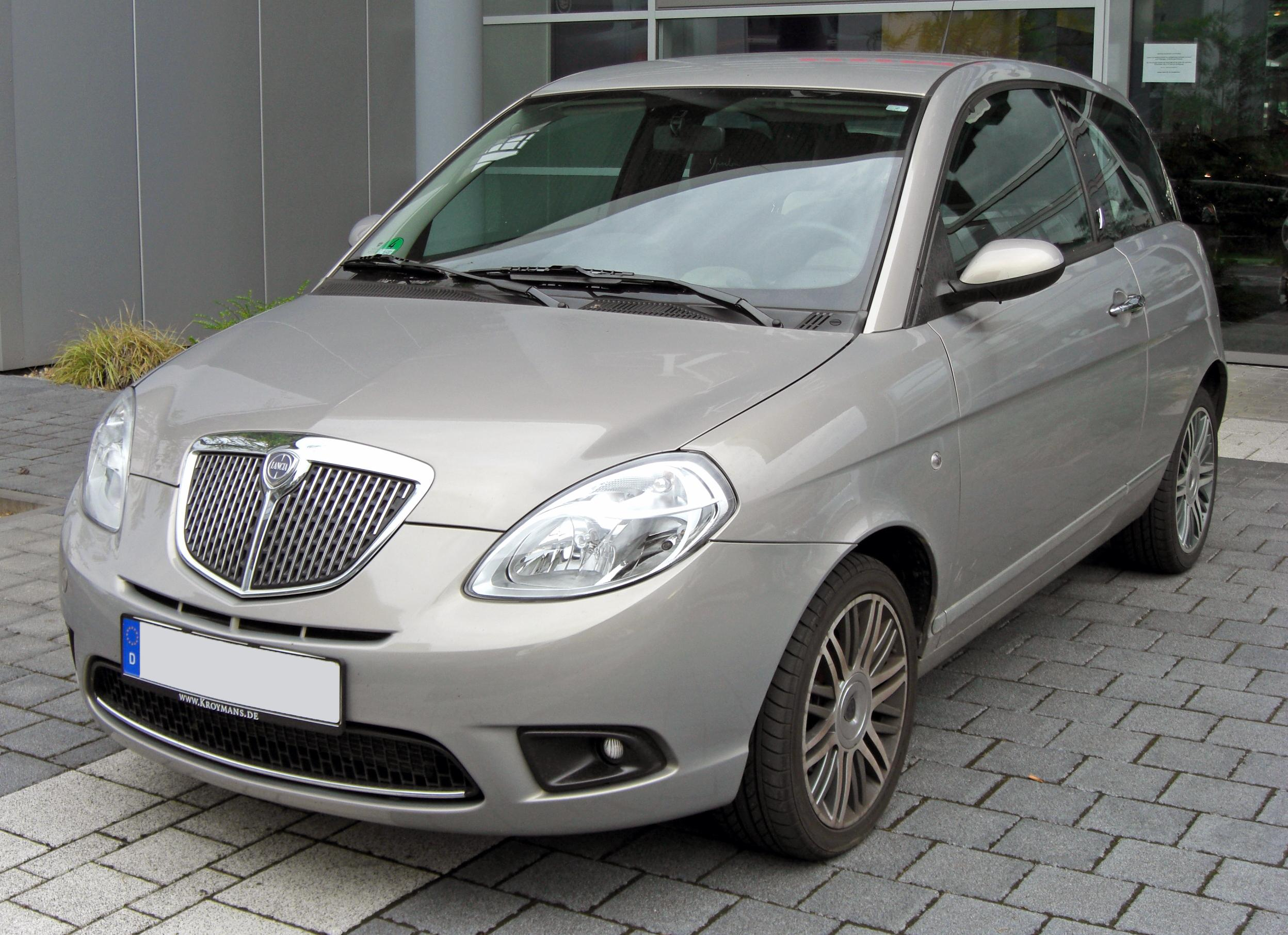
La Lancia Ypsilon dopo gli aggiornamenti estetici del 2006

Archiviata la parentesi rivelatasi poco appagante dell'ammiraglia, arrivarono in vendita due modelli in grado di rinsaldare l'immagine del marchio; infatti, al Salone dell'automobile di Ginevra dell'anno 2003 venne presentata con grande interesse tra i visitatori la seconda generazione della Ypsilon, in grado di bissare il successo commerciale della prima serie, soprattutto sulla base alle prestanti motorizzazioni Fiat 1.3 JTD a gasolio e benzina Fire 1.2 e 1.4, che si dimostreranno azzeccate pure sulle innumerevoli versioni speciali di questa city car, tra cui la MomoDesign e la Moda Milano. E a seguire, nella seconda metà del 2004 farà il suo debutto ufficiale la monovolume compatta Musa, che derivata dal pianale della Fiat Idea si dimostrerà per un lunghissimo periodo di tempo la più venduta in Italia nel suo segmento; specie dopo il restyling del 2007, con il quale si perfezionarono le linee della carrozzeria ma anche degli allestimenti interni, curati nei minimi dettagli e apprezzabili da una certa clientela al femminile. In più, altro vanto a favore del successo di questa autovettura presso il pubblico fu l'introduzione, a partire dal 2009, della cosiddetta versione 1.4 benzina GPL EcoChic, adottata in seguito pure sulla Ypsilon.
Tuttavia, a causa dei pochi investimenti effettuati nell'ottica delle grandi auto, ma anche dello scarso appeal sportivo dei nuovi modelli, il marchio Lancia continuò in questo periodo a registrare delle difficoltà, aggravatesi con l'uscita di scena della Lybra nel 2005, che di fatto sancirà un vuoto incolmabile nella gamma. Così, all'indomani della messa in commercio di Ypsilon e Musa, ma ancor di più in virtù delle richieste fattesi sempre più pressanti degli appassionati, furono ripresi in questi anni, presso il Centro stile di Mirafiori, alcuni studi destinati alla realizzazione di vetture con un minimo di contenuto sportivo. Il primo di essi fu quello di un remake in chiave moderna della Fulvia Coupé, sfruttando come base la concept car di Flavio Manzoni esposta al Salone di Francoforte nel 2003. Mentre il secondo fu quello della cosiddetta Delta HPE, mostrata per la prima volta al pubblico in occasione della 63ª edizione della Mostra Internazionale d'Arte Cinematografica di Venezia con il compito di anticipare linee e impostazione della terza generazione della Delta. 

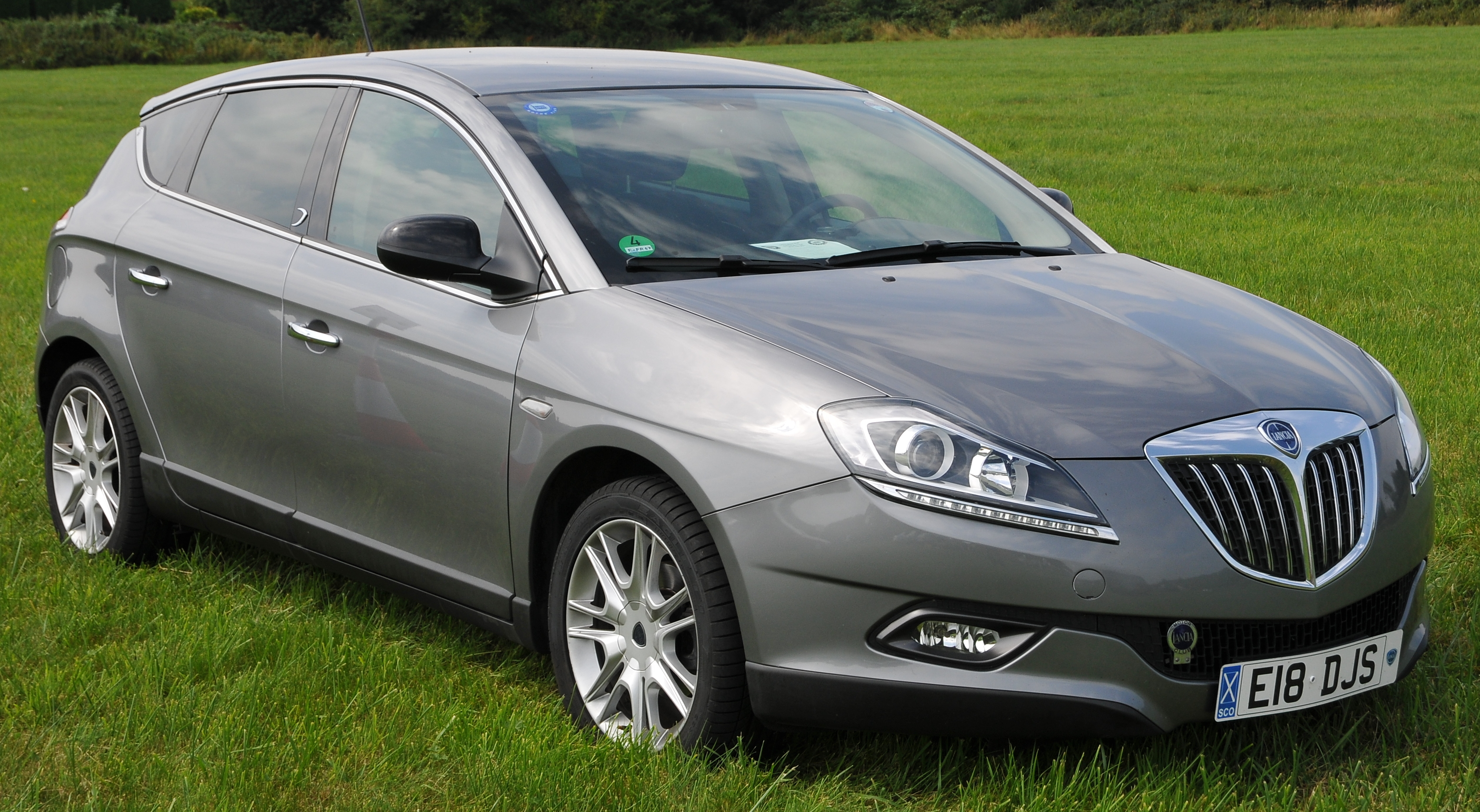
La Lancia Delta

Se il progetto della Fulvia Coupé non si concretizzerà mai per via di una serie di problemi tecnico strutturali affiancati anche dal rischio conclamato di ottenere da essa una scarsa resa economica (del resto il Gruppo Fiat non voleva rimetterci nell'investimento come era accaduto in parte con la Thesis), quello della Delta si realizzerà solamente al Salone di Ginevra del 2008, ormai a nove anni esatti dall'uscita di produzione della seconda serie.
Con la presentazione della nuova generazione della Delta Lancia ha segnato una tappa fondamentale nello sviluppo della sua filosofia di concepire l'auto. Il corpo esterno di questa vettura si è infatti distinto dalle rivali per l'originalità e il design molto ricercato e "personale" della carrozzeria; mentre gli interni per il buon rendimento dell'abitabilità e dei contenuti tecnologici. Con tale modello la casa ha portato in dote delle motorizzazioni Fiat davvero all'avanguardia, tra cui: i 2.0 Multijet a gasolio da 16 valvole e il benzina 1.4 Turbojet sempre da 16 valvole (quest'ultimo fornito in seguito anche nella versione a doppia alimentazione EcoChic benzina GPL). Dal 2010, inoltre, la Delta è stata la prima auto al mondo ad essere prodotta in serie con una verniciatura opaca per l'intera carrozzeria. Questa soluzione è stata sperimentata già in passato dalla Lancia per alcuni esemplari limitati della Ypsilon e con la Delta si è deciso di renderla definitiva in una versione a lei dedicata la Lancia Delta Hardblack.

#### L'alleanza con Chrysler e il declino del marchio negli anni 2010
L'accordo del 2009 tra Fiat Group e Chrysler Group ha permesso al marchio Lancia un consistente allargamento della gamma e della rete di vendita in Europa; dal 2011, infatti, la gamma Lancia viene coordinata a quella Chrysler, e il marchio statunitense ritirato dal mercato europeo con la sola eccezione dei paesi anglosassoni. In questo modo tutta la rete di vendita e assistenza Chrysler passa sotto il controllo Lancia, pur continuando la vendita dei modelli a denominazione Jeep.

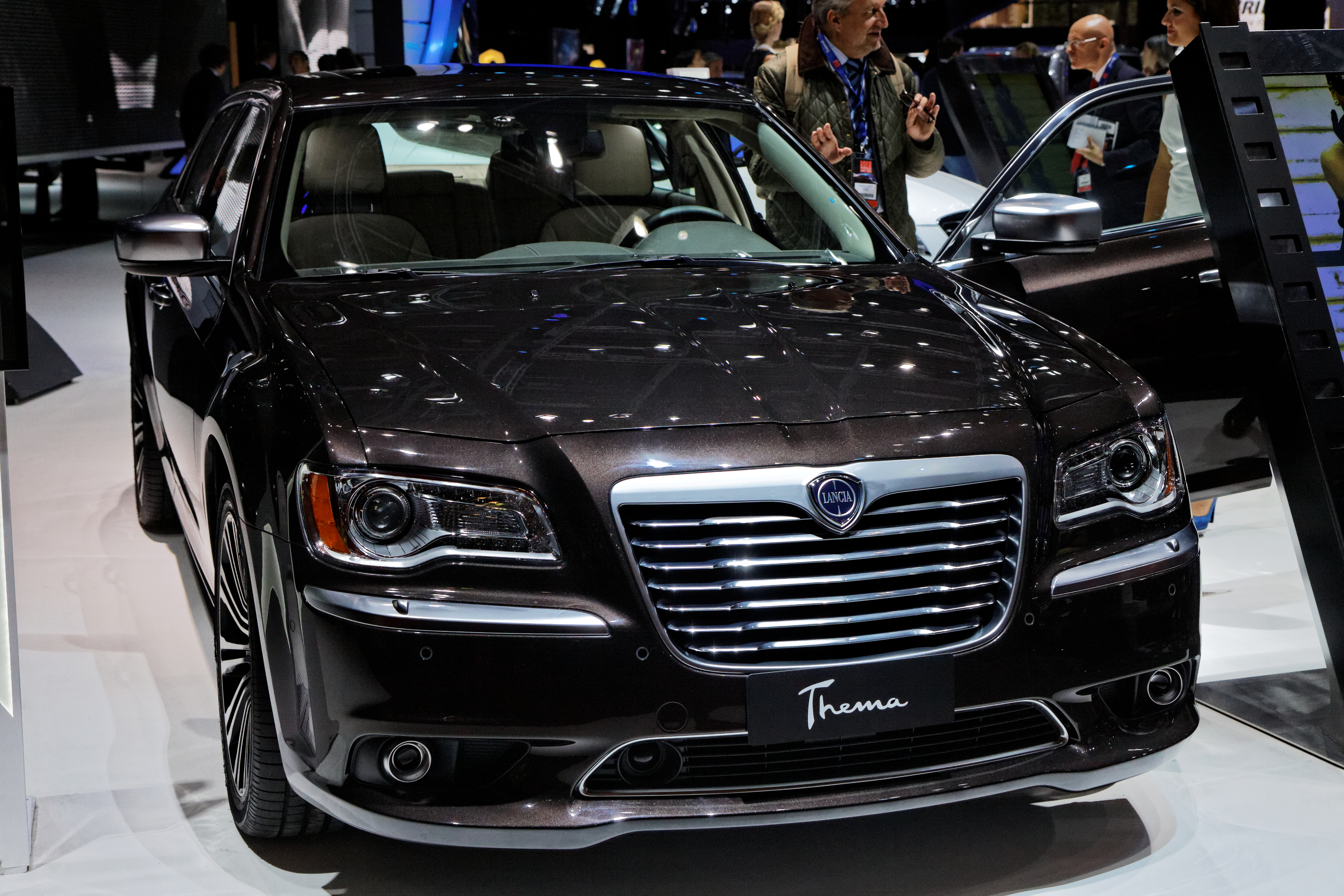
L'ammiraglia Lancia Thema esposta al Salone dell'automobile di Parigi (2012)

L'integrazione con Chrysler ha permesso altresì alla Lancia di rinnovare nel breve termine, tra il 2011 e il 2012, la gamma nell'ottica delle grandi auto: con la presentazione della seconda generazione della Thema (che ha sostituito la Thesis), della monovolume Voyager (che ha preso il posto della Phedra) e di una cabriolet di fascia medio-alta, la Flavia. Nel contempo si è consolidata la presenza del marchio nel segmento delle city car, con il debutto della nuova Ypsilon a cinque porte, stretta cugina della Fiat 500 del 2007.
Tuttavia, dallo stesso 2011, è da registrare l'inizio dell'abbattimento dell'ultima sezione dell'ex stabilimento Lancia di Borgo san Paolo a Torino (tra via Monginevro, via Caraglio, via Lancia e via Issiglio) che insieme al Grattacielo Lancia fu la sede storica della casa torinese, a partire dai primi anni dell'azienda fino alla fine degli anni ottanta, quando anche i reparti di progettazione e sperimentazione furono trasferiti negli stabilimenti Fiat. Il complesso, che da tempo non era più sede produttiva, aveva ospitato il Museo Lancia (che ad oggi non ha trovato ancora una nuova collocazione, seppure alcuni modelli della collezione vengano esposti dal 2019 a rotazione presso la sede FCA Heritage del Motor Village Mirafiori di Torino) e i dipendenti della Fiat GSA (Gestione Software Applicativo), divenuta poi Globalvalue (joint venture tra Fiat ed IBM). L'intera area era stata venduta da Fiat nel 2007 ad una società immobiliare che ha avviato la costruzione di un'ampia zona residenziale e commerciale.
A partire dal giugno 2014, conseguentemente allo scarso gradimento registrato nei Paesi europei dei modelli di origine Chrysler (Flavia, Thema, Voyager), nonché nell'ottica di un piano di riorganizzazione della produzione dei marchi di proprietà del Gruppo FCA, sono stati ritirati progressivamente dai mercati tutti i modelli Lancia ad eccezione della sola Ypsilon. Dal mese di maggio 2017, dopo che FCA ha deciso di interrompere anche in Germania i canali e la rete di vendita ufficiali Lancia per la commercializzazione dell'unico modello rimasto, la Ypsilon, il solo mercato di riferimento per il marchio resta quello italiano.
Nel piano industriale FCA 2018-2022 non sono stati previsti investimenti per Lancia, tanto che da alcune dichiarazioni sostenute dai vertici della società si evinceva che anche la Ypsilon, unico modello della casa rimasto in produzione, non sarebbe stato più rinnovato. Nonostante ciò, nel primo semestre del 2020 è stata presentata una nuova versione della vettura, la Ypsilon EcoChic Hybrid, prima auto della casa torinese dotata di propulsione ibrida (nella fattispecie equipaggiata di un propulsore 1.0 FireFly, già montato dalle Fiat Panda e 500) a ridotto impatto ambientale.

#### Il piano di rilancio degli anni 2020

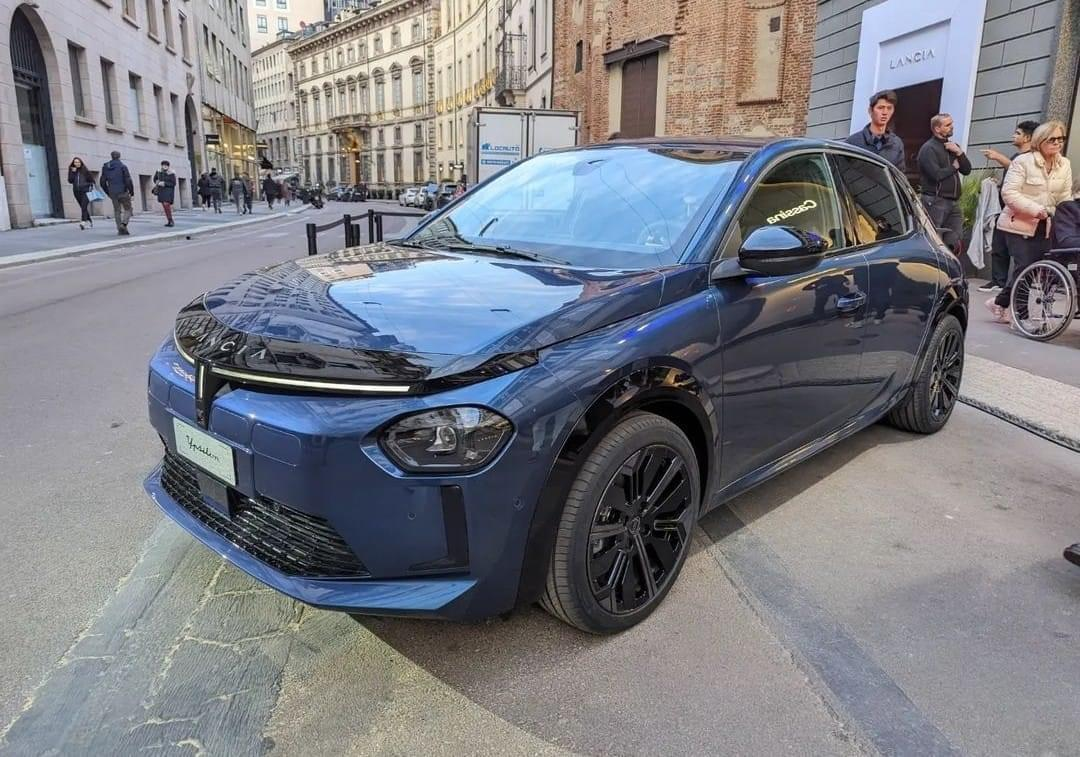
La III generazione della Lancia Ypsilon, prima auto elettrica di serie nella storia del marchio torinese

Il 16 gennaio 2021, giorno della nascita di Stellantis (gruppo frutto della fusione di Fiat Chrysler Automobiles con PSA), l'amministratore delegato di Stellantis Carlos Tavares ha annunciato l'intenzione di riposizionare Lancia come un marchio premium insieme ad Alfa Romeo e DS, scongiurandone il rischio di chiusura. Il 6 aprile 2022 sono stati svelati i piani per il marchio, prevedendo il debutto di tre nuovi modelli: l'erede della Ypsilon, che si prefigurerà più ampia e trasversale, un  crossover di segmento D e una berlina compatta che riprenderà il nome storico Delta. Un ulteriore chiarimento dei nuovi piani è avvenuto il 15 aprile 2023, giorno in cui è stato rivelato al Salone del Mobile di Milano il concept Pu+Ra HPE: il crossover medio-alto, lungo 4 metri e 70 centimetri, sarà chiamato Gamma e nel 2025 si avrà il ritorno della sigla HF con una versione elettrica ad alte prestazioni della Ypsilon, dotata di 240 CV. Il piano di rilancio, inoltre, si prefigurerà l'onere di riportare il marchio nei principali mercati europei.
La nuova direzione stilistica di Lancia è ora affidata a Jean-Pierre Ploué, anticipata nel 2022 dalla scultura Lancia Pu+Ra Zero con cui debutta anche il nuovo logo della casa ispirato a quelli del passato, in particolare a quelli del 1957 e del 1974.
Nel frattempo, la Ypsilon in commercio dal 2011 ha ricevuto un leggero aggiornamento nel 2021 e un ultimo aggiornamento due anni dopo: nel primo si registra un restyling dei paraurti, dei fari anteriori (ora dotati di luci diurne a LED) e della calandra, mentre nel secondo debuttano un sistema di ricarica wireless per il cellulare e la retrocamera.
Nel 2024 entra nei listini la terza generazione della Ypsilon, sviluppata su piattaforma CMP e costruita nello stabilimento Stellantis di Saragozza in Spagna, prima automobile del marchio ad essere disponibile con propulsione elettrica. Nonostante fosse inizialmente programmata la realizzazione delle vetture Gamma e Delta solo con motorizzazione elettrica la direzione del marchio ha successivamente confermato su questi due modelli l'implementazione di motori endotermici ibridificati.

## Loghi

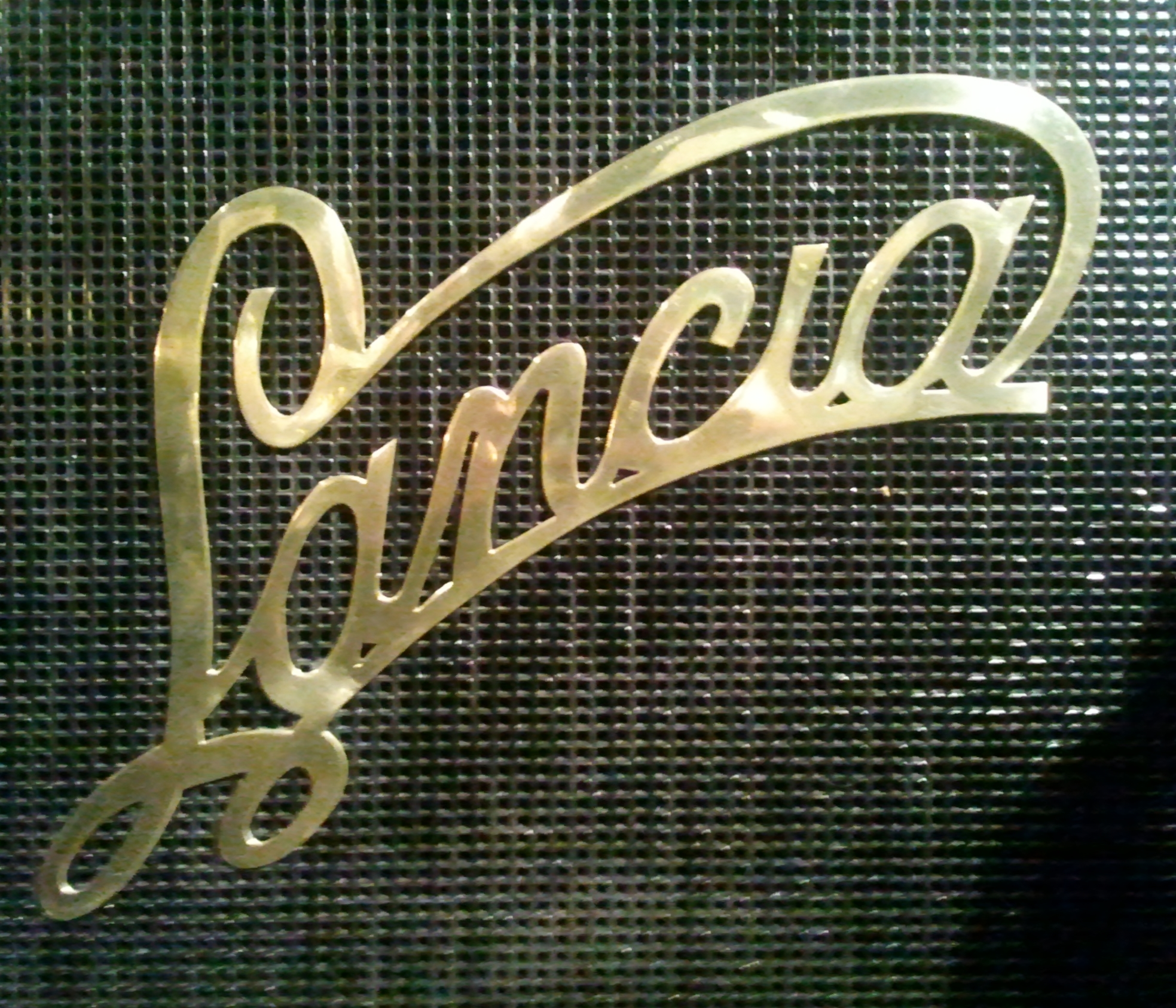
1906-1911
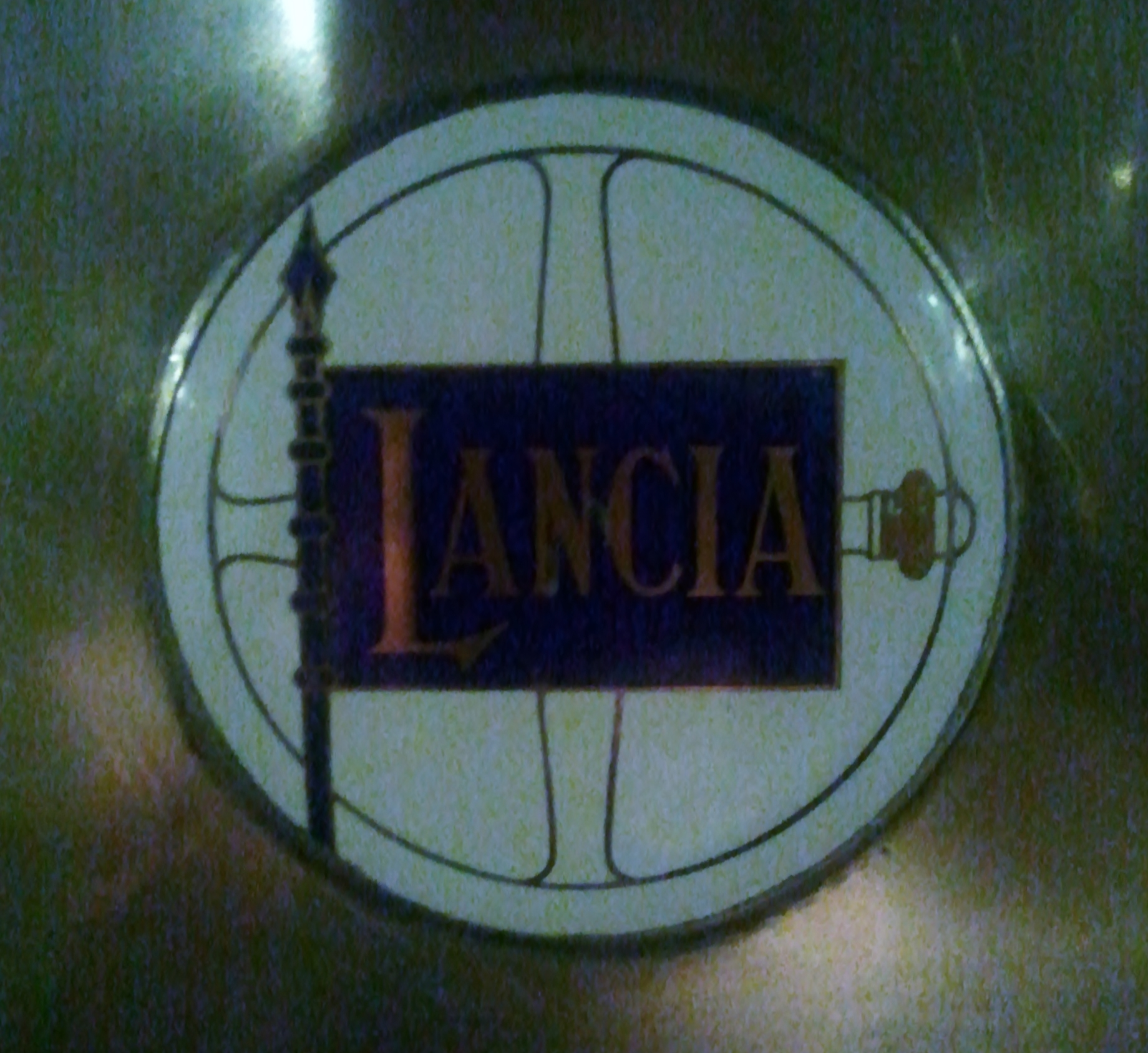
1911-1929
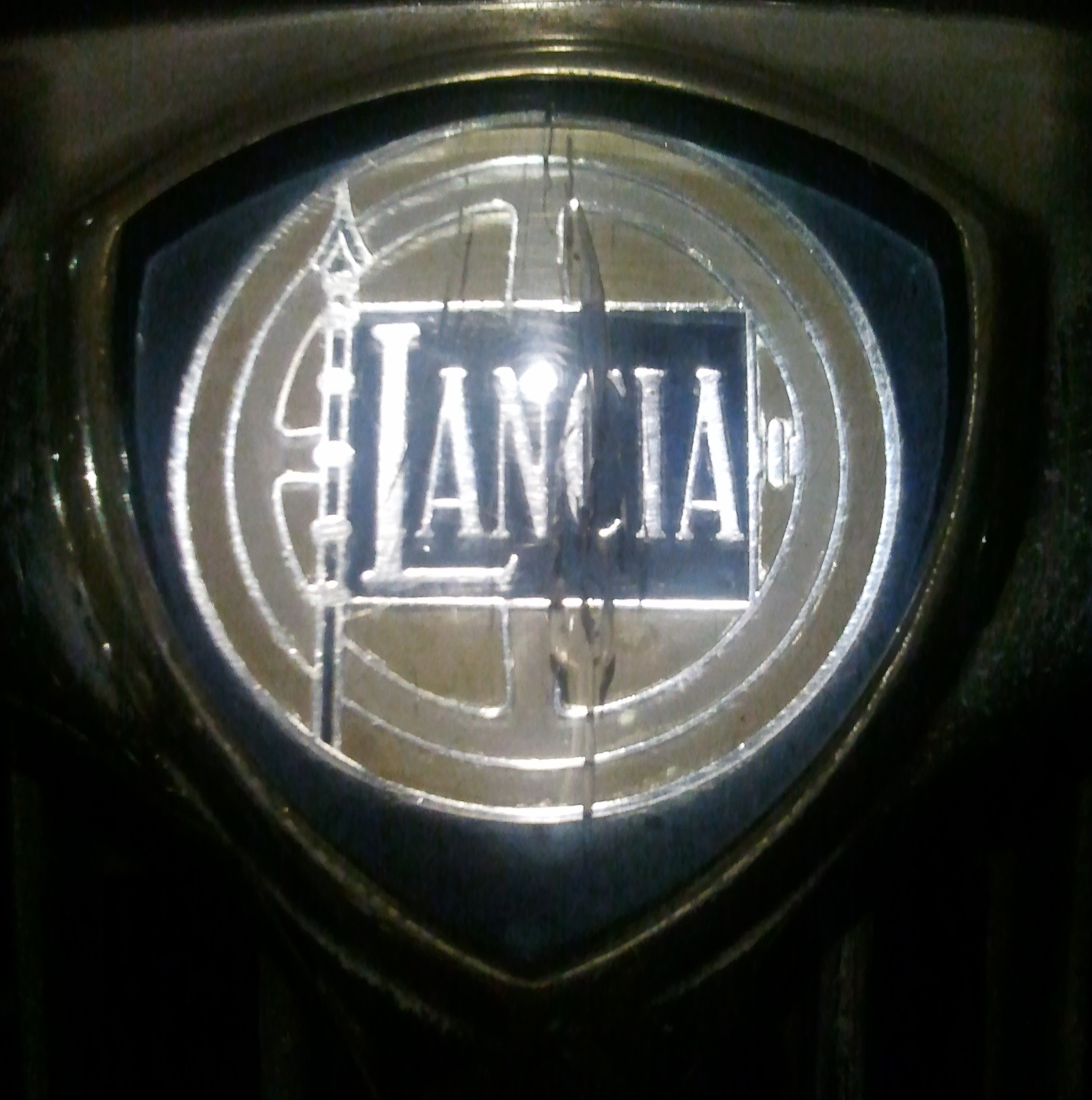
1929-1957
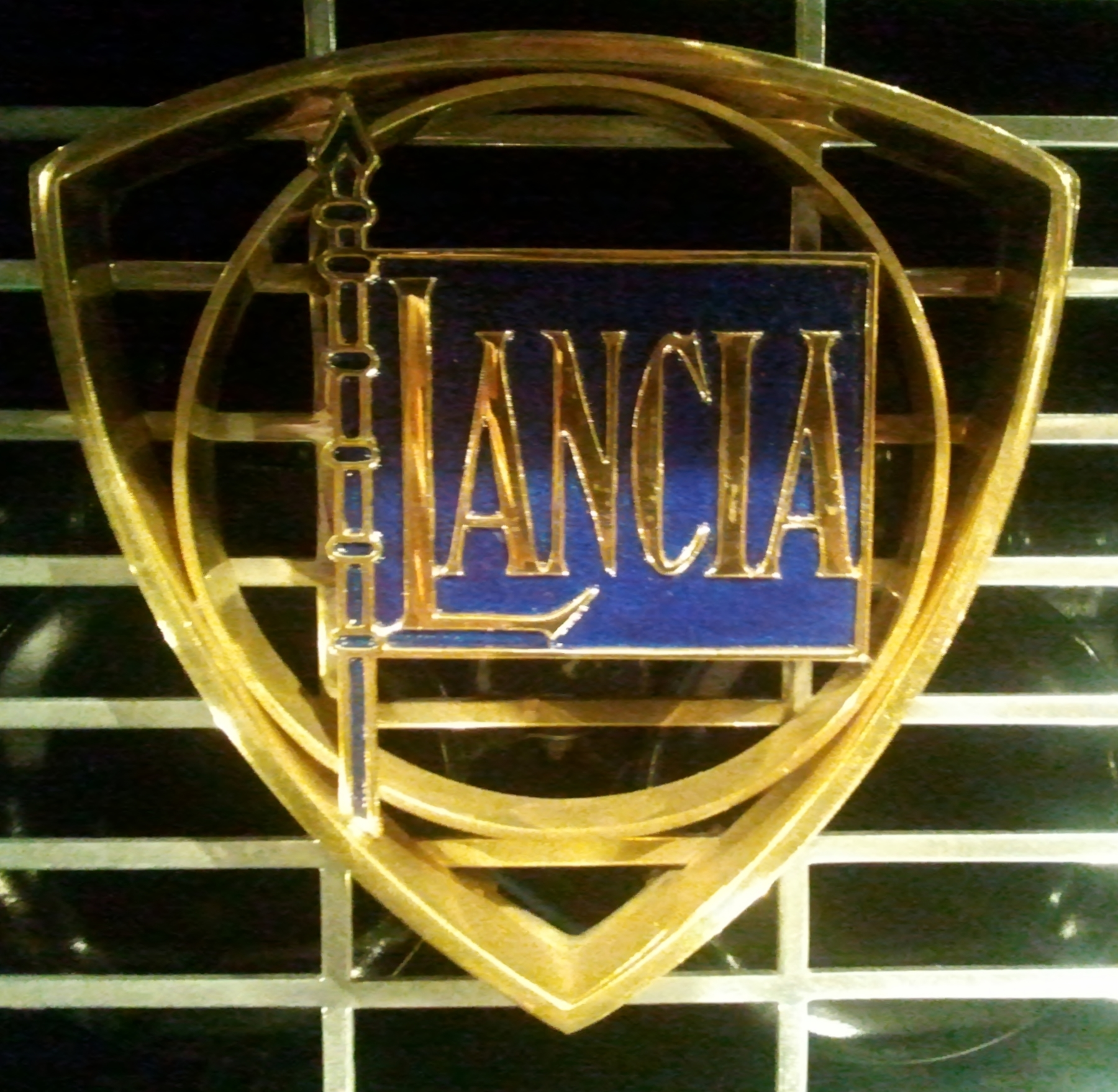
1957-1974
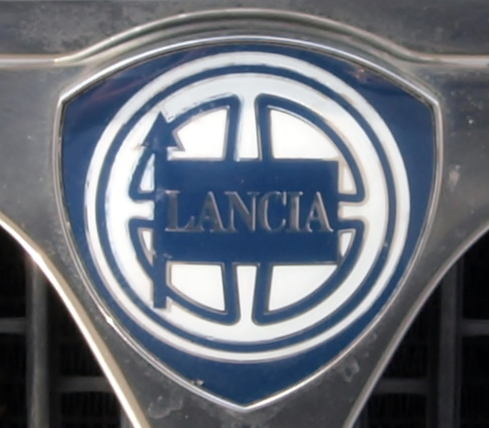
1974-2007
2007-2025
2022-oggi

## Archivio
L’archivio dell’azienda è conservato presso il Centro storico Fiat nel fondo Lancia (estremi cronologici: 1906 - 1990).

## Statistiche
Nel 2023 la Lancia ha venduto 43700 unità.

Statistiche
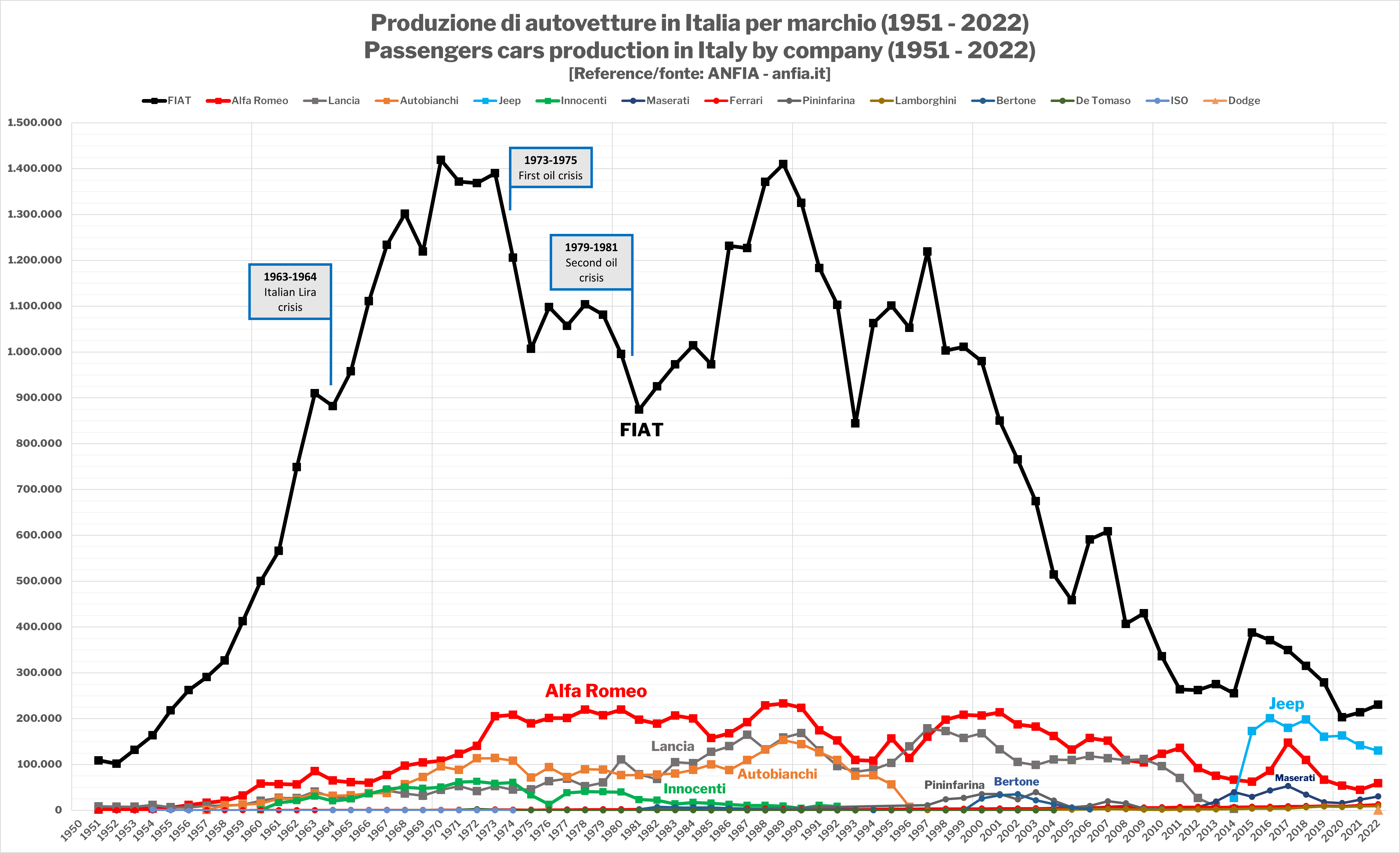
Produzione di automobili a marchio Lancia (in grigio) in Italia dal 1951 ad oggi. La Lancia ha raggiunto la sua massima produzione tra fine anni '80 e fine anni '90 (arrivando anche a 150.000 unità all'anno) per poi andare lentamente in crisi e interrompere la produzione autonoma completamente dopo la crisi globale del 2008.